# 2005
Portal Geschichte | Portal Biografien | Aktuelle Ereignisse | Jahreskalender | Tagesartikel

◄ |
20. Jahrhundert |
21. Jahrhundert

◄ |
1970er |
1980er |
1990er |
2000er
| 2010er | 2020er | 2030er | ►

◄◄ |
◄ |
2001 |
2002 |
2003 |
2004 |
2005
| 2006 | 2007 | 2008 | 2009 | ► | ►►
 Jan.
| Feb.
| Mär.
| Apr.
| Mai
| Jun.
| Jul.
| Aug.
| Sep.
| Okt.
| Nov.
| Dez.
Staatsoberhäupter · Wahlen · Nekrolog  · Literaturjahr · Musikjahr · Filmjahr · Rundfunkjahr · Sportjahr
| Januar | Januar | Januar | Januar | Januar | Januar | Januar | Januar |
| Kw     | Mo     | Di     | Mi     | Do     | Fr     | Sa     | So     |
| ------ | ------ | ------ | ------ | ------ | ------ | ------ | ------ |
| 53     |        |        |        |        |        | 1      | 2      |
| 1      | 3      | 4      | 5      | 6      | 7      | 8      | 9      |
| 2      | 10     | 11     | 12     | 13     | 14     | 15     | 16     |
| 3      | 17     | 18     | 19     | 20     | 21     | 22     | 23     |
| 4      | 24     | 25     | 26     | 27     | 28     | 29     | 30     |
| 5      | 31     |        |        |        |        |        |        |

| Februar | Februar | Februar | Februar | Februar | Februar | Februar | Februar |
| Kw      | Mo      | Di      | Mi      | Do      | Fr      | Sa      | So      |
| ------- | ------- | ------- | ------- | ------- | ------- | ------- | ------- |
| 5       |         | 1       | 2       | 3       | 4       | 5       | 6       |
| 6       | 7       | 8       | 9       | 10      | 11      | 12      | 13      |
| 7       | 14      | 15      | 16      | 17      | 18      | 19      | 20      |
| 8       | 21      | 22      | 23      | 24      | 25      | 26      | 27      |
| 9       | 28      |         |         |         |         |         |         |

| März | März | März | März | März | März | März | März |
| Kw   | Mo   | Di   | Mi   | Do   | Fr   | Sa   | So   |
| ---- | ---- | ---- | ---- | ---- | ---- | ---- | ---- |
| 9    |      | 1    | 2    | 3    | 4    | 5    | 6    |
| 10   | 7    | 8    | 9    | 10   | 11   | 12   | 13   |
| 11   | 14   | 15   | 16   | 17   | 18   | 19   | 20   |
| 12   | 21   | 22   | 23   | 24   | 25   | 26   | 27   |
| 13   | 28   | 29   | 30   | 31   |      |      |      |

| April | April | April | April | April | April | April | April |
| Kw    | Mo    | Di    | Mi    | Do    | Fr    | Sa    | So    |
| ----- | ----- | ----- | ----- | ----- | ----- | ----- | ----- |
| 13    |       |       |       |       | 1     | 2     | 3     |
| 14    | 4     | 5     | 6     | 7     | 8     | 9     | 10    |
| 15    | 11    | 12    | 13    | 14    | 15    | 16    | 17    |
| 16    | 18    | 19    | 20    | 21    | 22    | 23    | 24    |
| 17    | 25    | 26    | 27    | 28    | 29    | 30    |       |

| Mai | Mai | Mai | Mai | Mai | Mai | Mai | Mai |
| Kw  | Mo  | Di  | Mi  | Do  | Fr  | Sa  | So  |
| --- | --- | --- | --- | --- | --- | --- | --- |
| 17  |     |     |     |     |     |     | 1   |
| 18  | 2   | 3   | 4   | 5   | 6   | 7   | 8   |
| 19  | 9   | 10  | 11  | 12  | 13  | 14  | 15  |
| 20  | 16  | 17  | 18  | 19  | 20  | 21  | 22  |
| 21  | 23  | 24  | 25  | 26  | 27  | 28  | 29  |
| 22  | 30  | 31  |     |     |     |     |     |

| Juni | Juni | Juni | Juni | Juni | Juni | Juni | Juni |
| Kw   | Mo   | Di   | Mi   | Do   | Fr   | Sa   | So   |
| ---- | ---- | ---- | ---- | ---- | ---- | ---- | ---- |
| 22   |      |      | 1    | 2    | 3    | 4    | 5    |
| 23   | 6    | 7    | 8    | 9    | 10   | 11   | 12   |
| 24   | 13   | 14   | 15   | 16   | 17   | 18   | 19   |
| 25   | 20   | 21   | 22   | 23   | 24   | 25   | 26   |
| 26   | 27   | 28   | 29   | 30   |      |      |      |

| Juli | Juli | Juli | Juli | Juli | Juli | Juli | Juli |
| Kw   | Mo   | Di   | Mi   | Do   | Fr   | Sa   | So   |
| ---- | ---- | ---- | ---- | ---- | ---- | ---- | ---- |
| 26   |      |      |      |      | 1    | 2    | 3    |
| 27   | 4    | 5    | 6    | 7    | 8    | 9    | 10   |
| 28   | 11   | 12   | 13   | 14   | 15   | 16   | 17   |
| 29   | 18   | 19   | 20   | 21   | 22   | 23   | 24   |
| 30   | 25   | 26   | 27   | 28   | 29   | 30   | 31   |

| August | August | August | August | August | August | August | August |
| Kw     | Mo     | Di     | Mi     | Do     | Fr     | Sa     | So     |
| ------ | ------ | ------ | ------ | ------ | ------ | ------ | ------ |
| 31     | 1      | 2      | 3      | 4      | 5      | 6      | 7      |
| 32     | 8      | 9      | 10     | 11     | 12     | 13     | 14     |
| 33     | 15     | 16     | 17     | 18     | 19     | 20     | 21     |
| 34     | 22     | 23     | 24     | 25     | 26     | 27     | 28     |
| 35     | 29     | 30     | 31     |        |        |        |        |

| September | September | September | September | September | September | September | September |
| Kw        | Mo        | Di        | Mi        | Do        | Fr        | Sa        | So        |
| --------- | --------- | --------- | --------- | --------- | --------- | --------- | --------- |
| 35        |           |           |           | 1         | 2         | 3         | 4         |
| 36        | 5         | 6         | 7         | 8         | 9         | 10        | 11        |
| 37        | 12        | 13        | 14        | 15        | 16        | 17        | 18        |
| 38        | 19        | 20        | 21        | 22        | 23        | 24        | 25        |
| 39        | 26        | 27        | 28        | 29        | 30        |           |           |

| Oktober | Oktober | Oktober | Oktober | Oktober | Oktober | Oktober | Oktober |
| Kw      | Mo      | Di      | Mi      | Do      | Fr      | Sa      | So      |
| ------- | ------- | ------- | ------- | ------- | ------- | ------- | ------- |
| 39      |         |         |         |         |         | 1       | 2       |
| 40      | 3       | 4       | 5       | 6       | 7       | 8       | 9       |
| 41      | 10      | 11      | 12      | 13      | 14      | 15      | 16      |
| 42      | 17      | 18      | 19      | 20      | 21      | 22      | 23      |
| 43      | 24      | 25      | 26      | 27      | 28      | 29      | 30      |
| 44      | 31      |         |         |         |         |         |         |

| November | November | November | November | November | November | November | November |
| Kw       | Mo       | Di       | Mi       | Do       | Fr       | Sa       | So       |
| -------- | -------- | -------- | -------- | -------- | -------- | -------- | -------- |
| 44       |          | 1        | 2        | 3        | 4        | 5        | 6        |
| 45       | 7        | 8        | 9        | 10       | 11       | 12       | 13       |
| 46       | 14       | 15       | 16       | 17       | 18       | 19       | 20       |
| 47       | 21       | 22       | 23       | 24       | 25       | 26       | 27       |
| 48       | 28       | 29       | 30       |          |          |          |          |

| Dezember | Dezember | Dezember | Dezember | Dezember | Dezember | Dezember | Dezember |
| Kw       | Mo       | Di       | Mi       | Do       | Fr       | Sa       | So       |
| -------- | -------- | -------- | -------- | -------- | -------- | -------- | -------- |
| 48       |          |          |          | 1        | 2        | 3        | 4        |
| 49       | 5        | 6        | 7        | 8        | 9        | 10       | 11       |
| 50       | 12       | 13       | 14       | 15       | 16       | 17       | 18       |
| 51       | 19       | 20       | 21       | 22       | 23       | 24       | 25       |
| 52       | 26       | 27       | 28       | 29       | 30       | 31       |          |

| Januar | Januar | Januar | Januar | Januar | Januar | Januar | Januar |
| Kw     | Mo     | Di     | Mi     | Do     | Fr     | Sa     | So     |
| ------ | ------ | ------ | ------ | ------ | ------ | ------ | ------ |
| 53     |        |        |        |        |        | 1      | 2      |
| 1      | 3      | 4      | 5      | 6      | 7      | 8      | 9      |
| 2      | 10     | 11     | 12     | 13     | 14     | 15     | 16     |
| 3      | 17     | 18     | 19     | 20     | 21     | 22     | 23     |
| 4      | 24     | 25     | 26     | 27     | 28     | 29     | 30     |
| 5      | 31     |        |        |        |        |        |        |

| Februar | Februar | Februar | Februar | Februar | Februar | Februar | Februar |
| Kw      | Mo      | Di      | Mi      | Do      | Fr      | Sa      | So      |
| ------- | ------- | ------- | ------- | ------- | ------- | ------- | ------- |
| 5       |         | 1       | 2       | 3       | 4       | 5       | 6       |
| 6       | 7       | 8       | 9       | 10      | 11      | 12      | 13      |
| 7       | 14      | 15      | 16      | 17      | 18      | 19      | 20      |
| 8       | 21      | 22      | 23      | 24      | 25      | 26      | 27      |
| 9       | 28      |         |         |         |         |         |         |

| März | März | März | März | März | März | März | März |
| Kw   | Mo   | Di   | Mi   | Do   | Fr   | Sa   | So   |
| ---- | ---- | ---- | ---- | ---- | ---- | ---- | ---- |
| 9    |      | 1    | 2    | 3    | 4    | 5    | 6    |
| 10   | 7    | 8    | 9    | 10   | 11   | 12   | 13   |
| 11   | 14   | 15   | 16   | 17   | 18   | 19   | 20   |
| 12   | 21   | 22   | 23   | 24   | 25   | 26   | 27   |
| 13   | 28   | 29   | 30   | 31   |      |      |      |

| April | April | April | April | April | April | April | April |
| Kw    | Mo    | Di    | Mi    | Do    | Fr    | Sa    | So    |
| ----- | ----- | ----- | ----- | ----- | ----- | ----- | ----- |
| 13    |       |       |       |       | 1     | 2     | 3     |
| 14    | 4     | 5     | 6     | 7     | 8     | 9     | 10    |
| 15    | 11    | 12    | 13    | 14    | 15    | 16    | 17    |
| 16    | 18    | 19    | 20    | 21    | 22    | 23    | 24    |
| 17    | 25    | 26    | 27    | 28    | 29    | 30    |       |

| Mai | Mai | Mai | Mai | Mai | Mai | Mai | Mai |
| Kw  | Mo  | Di  | Mi  | Do  | Fr  | Sa  | So  |
| --- | --- | --- | --- | --- | --- | --- | --- |
| 17  |     |     |     |     |     |     | 1   |
| 18  | 2   | 3   | 4   | 5   | 6   | 7   | 8   |
| 19  | 9   | 10  | 11  | 12  | 13  | 14  | 15  |
| 20  | 16  | 17  | 18  | 19  | 20  | 21  | 22  |
| 21  | 23  | 24  | 25  | 26  | 27  | 28  | 29  |
| 22  | 30  | 31  |     |     |     |     |     |

| Juni | Juni | Juni | Juni | Juni | Juni | Juni | Juni |
| Kw   | Mo   | Di   | Mi   | Do   | Fr   | Sa   | So   |
| ---- | ---- | ---- | ---- | ---- | ---- | ---- | ---- |
| 22   |      |      | 1    | 2    | 3    | 4    | 5    |
| 23   | 6    | 7    | 8    | 9    | 10   | 11   | 12   |
| 24   | 13   | 14   | 15   | 16   | 17   | 18   | 19   |
| 25   | 20   | 21   | 22   | 23   | 24   | 25   | 26   |
| 26   | 27   | 28   | 29   | 30   |      |      |      |

| Juli | Juli | Juli | Juli | Juli | Juli | Juli | Juli |
| Kw   | Mo   | Di   | Mi   | Do   | Fr   | Sa   | So   |
| ---- | ---- | ---- | ---- | ---- | ---- | ---- | ---- |
| 26   |      |      |      |      | 1    | 2    | 3    |
| 27   | 4    | 5    | 6    | 7    | 8    | 9    | 10   |
| 28   | 11   | 12   | 13   | 14   | 15   | 16   | 17   |
| 29   | 18   | 19   | 20   | 21   | 22   | 23   | 24   |
| 30   | 25   | 26   | 27   | 28   | 29   | 30   | 31   |

| August | August | August | August | August | August | August | August |
| Kw     | Mo     | Di     | Mi     | Do     | Fr     | Sa     | So     |
| ------ | ------ | ------ | ------ | ------ | ------ | ------ | ------ |
| 31     | 1      | 2      | 3      | 4      | 5      | 6      | 7      |
| 32     | 8      | 9      | 10     | 11     | 12     | 13     | 14     |
| 33     | 15     | 16     | 17     | 18     | 19     | 20     | 21     |
| 34     | 22     | 23     | 24     | 25     | 26     | 27     | 28     |
| 35     | 29     | 30     | 31     |        |        |        |        |

| September | September | September | September | September | September | September | September |
| Kw        | Mo        | Di        | Mi        | Do        | Fr        | Sa        | So        |
| --------- | --------- | --------- | --------- | --------- | --------- | --------- | --------- |
| 35        |           |           |           | 1         | 2         | 3         | 4         |
| 36        | 5         | 6         | 7         | 8         | 9         | 10        | 11        |
| 37        | 12        | 13        | 14        | 15        | 16        | 17        | 18        |
| 38        | 19        | 20        | 21        | 22        | 23        | 24        | 25        |
| 39        | 26        | 27        | 28        | 29        | 30        |           |           |

| Oktober | Oktober | Oktober | Oktober | Oktober | Oktober | Oktober | Oktober |
| Kw      | Mo      | Di      | Mi      | Do      | Fr      | Sa      | So      |
| ------- | ------- | ------- | ------- | ------- | ------- | ------- | ------- |
| 39      |         |         |         |         |         | 1       | 2       |
| 40      | 3       | 4       | 5       | 6       | 7       | 8       | 9       |
| 41      | 10      | 11      | 12      | 13      | 14      | 15      | 16      |
| 42      | 17      | 18      | 19      | 20      | 21      | 22      | 23      |
| 43      | 24      | 25      | 26      | 27      | 28      | 29      | 30      |
| 44      | 31      |         |         |         |         |         |         |

| November | November | November | November | November | November | November | November |
| Kw       | Mo       | Di       | Mi       | Do       | Fr       | Sa       | So       |
| -------- | -------- | -------- | -------- | -------- | -------- | -------- | -------- |
| 44       |          | 1        | 2        | 3        | 4        | 5        | 6        |
| 45       | 7        | 8        | 9        | 10       | 11       | 12       | 13       |
| 46       | 14       | 15       | 16       | 17       | 18       | 19       | 20       |
| 47       | 21       | 22       | 23       | 24       | 25       | 26       | 27       |
| 48       | 28       | 29       | 30       |          |          |          |          |

| Dezember | Dezember | Dezember | Dezember | Dezember | Dezember | Dezember | Dezember |
| Kw       | Mo       | Di       | Mi       | Do       | Fr       | Sa       | So       |
| -------- | -------- | -------- | -------- | -------- | -------- | -------- | -------- |
| 48       |          |          |          | 1        | 2        | 3        | 4        |
| 49       | 5        | 6        | 7        | 8        | 9        | 10       | 11       |
| 50       | 12       | 13       | 14       | 15       | 16       | 17       | 18       |
| 51       | 19       | 20       | 21       | 22       | 23       | 24       | 25       |
| 52       | 26       | 27       | 28       | 29       | 30       | 31       |          |

## Jahreswidmungen

### Personen
- 2005 ist das Einsteinjahr im Rahmen der Initiative Wissenschaft im Dialog des BMBF (anlässlich des 100. Geburtstags der Relativitätstheorie im Annus mirabilis 1905 und des 50. Todestages von Einstein)
- 2005 ist „Internationales Hans-Christian-Andersen-Jahr“ (anlässlich seines 200. Geburtstages)
- 2005 ist in Deutschland „Schillerjahr“ (anlässlich seines 200. Todestages)
- 2005 ist George-Enescu-Jahr (UNESCO)

### Initiativen
- Europäisches Jahr der politischen Bildung
- 2005 ist „Internationales Jahr der Physik“ (UNESCO, IUPAP)
- Deutsch-Polnisches Jahr (2005/06)
- 2005 ist „Internationales Jahr des Sports und des Sportunterrichts“ (UN)
- 2005 ist „Internationales Jahr der Kleinstkredite“ (UN)
- 2005 ist Koreajahr der Botschaft der Republik Korea in Berlin und des deutschen Auswärtigen Amtes
- 2005 ist „Jubiläumsjahr“ in Österreich (60 Jahre Unabhängigkeit vom Deutschen Reich, 50 Jahre Staatsvertrag, 10 Jahre EU-Beitritt)
- 2005 war ein hervorragender Rieslingjahrgang für die deutschen Winzer

### Artenschutz
- Der Uhu (Bubo bubo) ist Vogel des Jahres (NABU/Deutschland)
- Der Wetterstern (Astraeus hygrometricus) ist Pilz des Jahres (Deutsche Gesellschaft für Mykologie)
- Die Rosskastanie (Aesculus hippocastanum) ist Baum des Jahres (Kuratorium Baum des Jahres/Deutschland)
- Das Brandknabenkraut (Orchis ustulata) ist Orchidee des Jahres (Arbeitskreis Heimische Orchideen/Deutschland)
- Der Braunbär (Ursus arctos) ist Wildtier des Jahres (Schutzgemeinschaft Deutsches Wild)
- Das Windröschen (Anemone) ist Staude des Jahres (Bund deutscher Staudengärtner)
- Die Schwarzerde ist Boden des Jahres (Deutsche Bodenkundliche Gesellschaft)

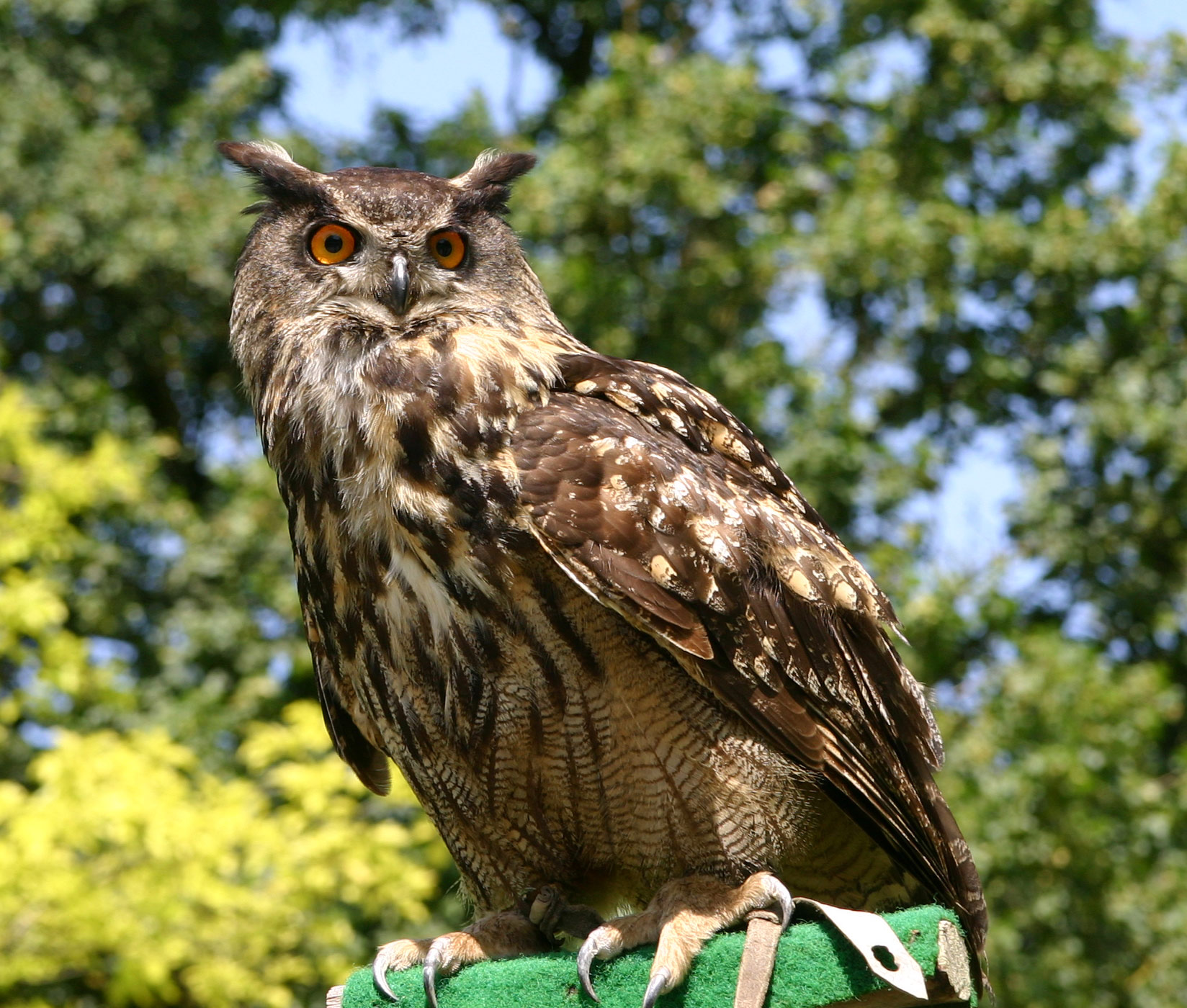
Uhu
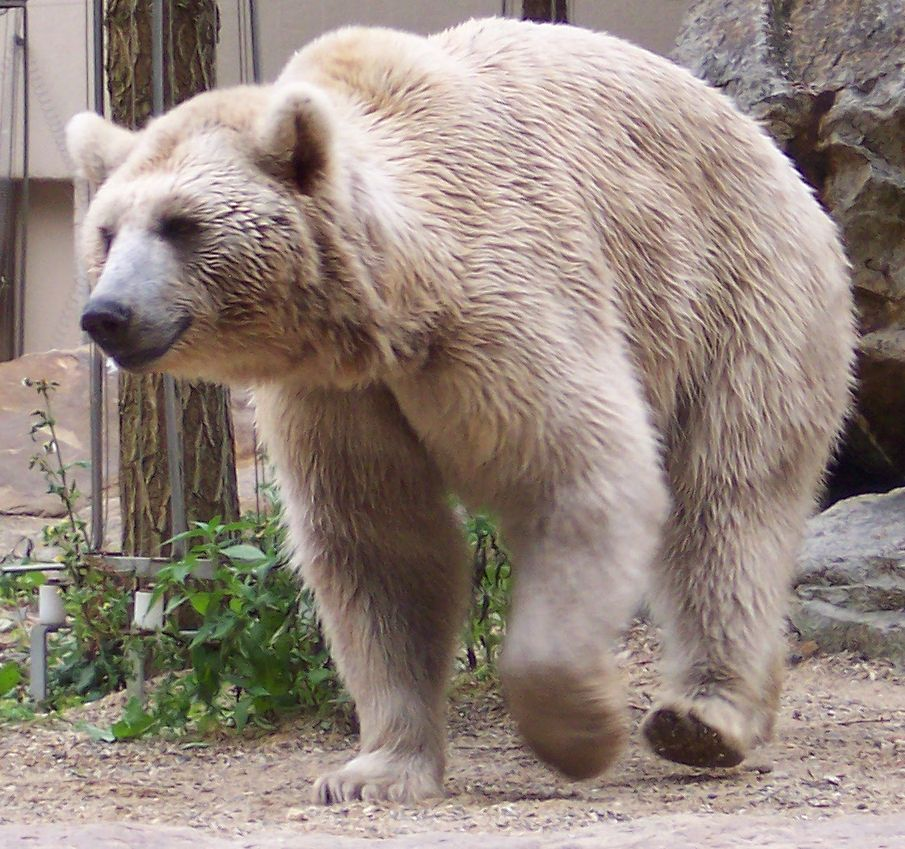
Braunbär
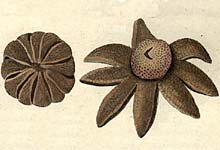
Wetterstern
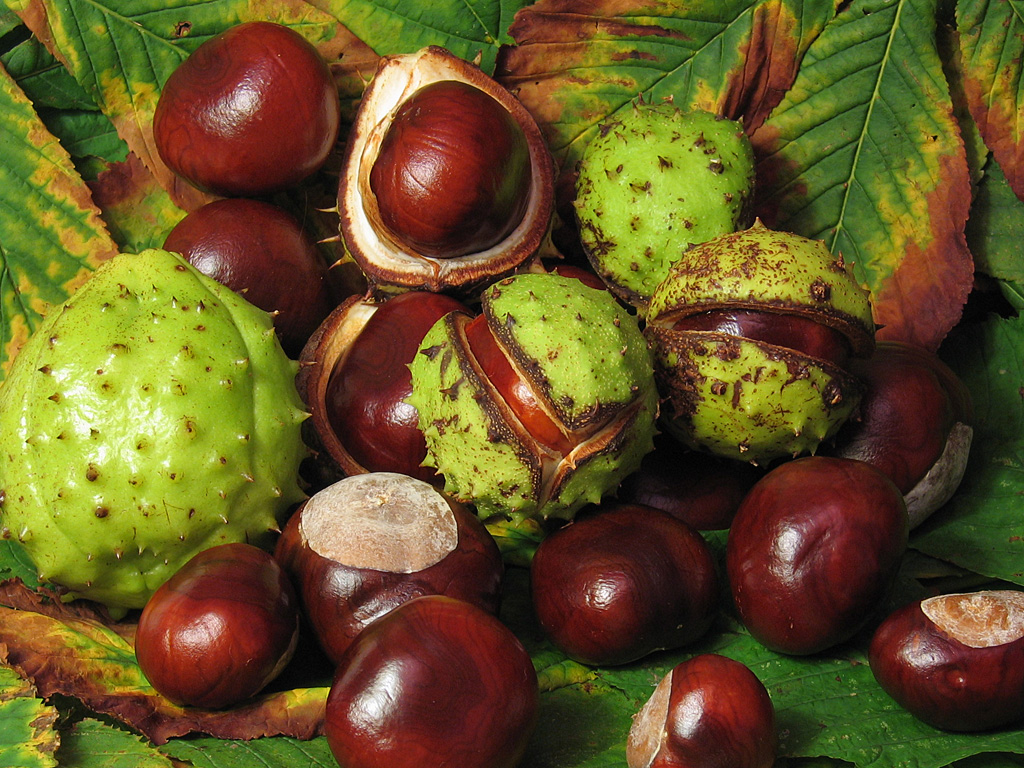
Rosskastanie
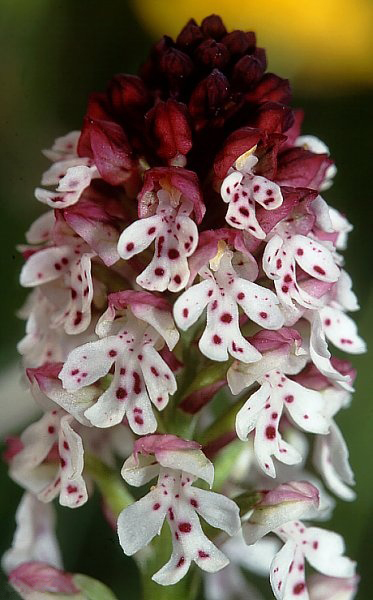
Brandknabenkraut
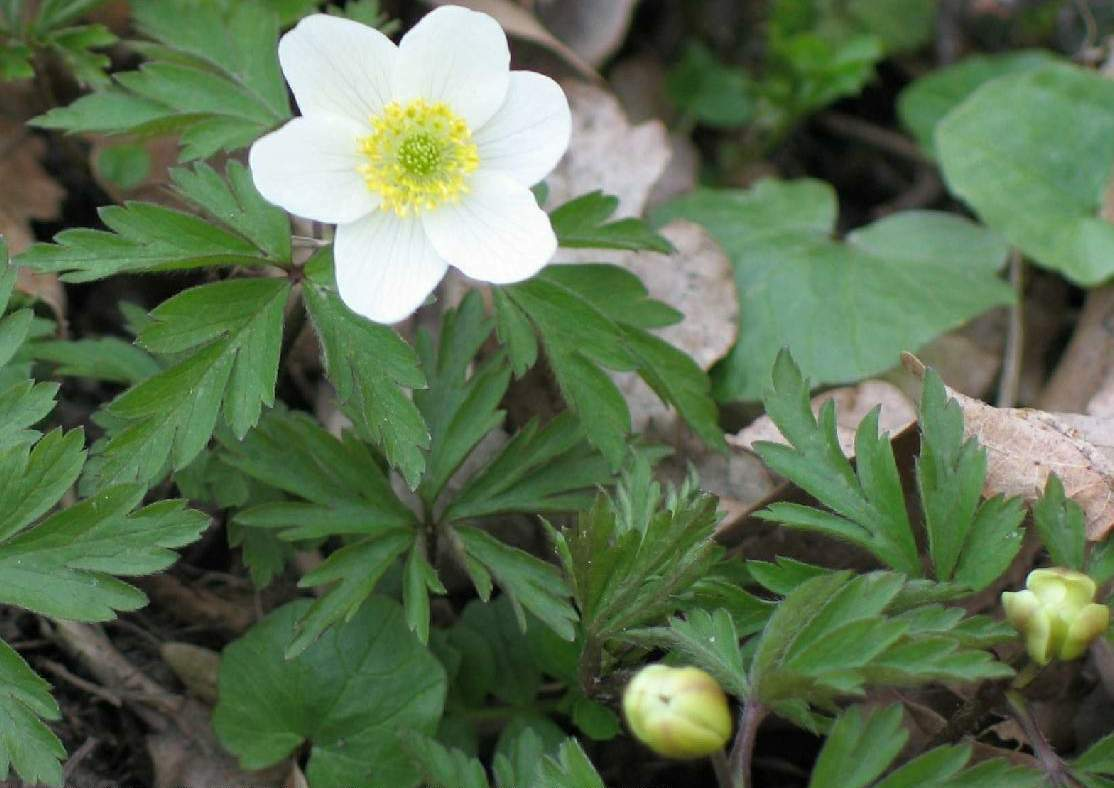
Windröschen

## Ereignisse

### Politik und Weltgeschehen

#### Januar

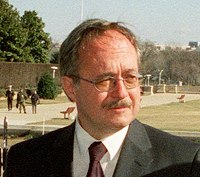
Samuel Schmid

- 01. Januar: Die 3. Stufe der deutschen Steuerreform 2000 tritt in Kraft.
- 01. Januar: Luxemburg übernimmt den Vorsitz im Europäischen Rat.
- 01. Januar: Samuel Schmid wird Bundespräsident der Schweiz.
- 01. Januar: Start der Einführung des Arbeitslosengeldes II (siehe Agenda 2010, Hartz-Konzept)
- 01. Januar: Start der Lkw-Maut in Deutschland in eingeschränktem Umfang (in vollem Umfang zum 1. Januar 2006)
- 09. Januar: Die Palästinenser wählen Mahmud Abbas zum Präsidenten der Palästinensischen Autonomiebehörde. Er folgt auf den verstorbenen Jassir Arafat.
- 10. Januar: In Italien beginnt die Umsetzung des Rauchverbots in öffentlichen Räumen.
- 12. Januar: Die USA geben die Suche nach Massenvernichtungswaffen im eroberten Irak auf. Sie brachte keinerlei Erfolg. Eine wichtige Begründung für den Irakkrieg ist damit entfallen.
- 14. Januar: Ein texanisches Militärgericht verurteilt den als Anführer im Abu-Ghuraib-Folterskandal agierenden Charles Graner zu zehn Jahren Haft.
- 16. Januar: Stjepan Mesić wird in einer Wiederwahl als kroatischer Präsident bestätigt.
- 20. Januar: George W. Bush wird für seine zweite und letzte Amtszeit als Präsident der Vereinigten Staaten von Amerika vereidigt. Die Sicherheitsvorkehrungen der Veranstaltung sind immens.
- 22. Januar: Die WASG wird als Partei gegründet.
- 26. Januar: Das Bundesverfassungsgericht kippt das bundesweite Verbot von Studiengebühren in Deutschland mit der Begründung, dass ein solches Verbot in die Länderhoheit in Bildungsangelegenheiten eingreife.
- 30. Januar: Erste freie Parlamentswahlen im Irak
- Januar: Friedensabkommen für den Südsudan

#### Februar
- 04. Februar: Die italienische Journalistin Giuliana Sgrena wird im Irak entführt.
- 08. Februar: Erstmals seit 2000 gibt es wieder ein Treffen zwischen einem israelischen Ministerpräsidenten und einem palästinensischen Präsidenten: Mahmud Abbas und Ariel Scharon erklären nach einem Treffen in Scharm asch-Schaich einen Waffenstillstand
- 8. Februar: Folketingswahl in Dänemark
- 14. Februar: Der ehemalige libanesische Ministerpräsident Rafiq al-Hariri fällt mit 22 weiteren Menschen einem Attentat auf seinen Fahrzeugkonvoi zum Opfer
- 16. Februar: 90 Tage nach der Ratifizierung durch das russische Parlament tritt das Kyoto-Protokoll in Kraft.
- 17. Februar: Der Deutsche Bundestag setzt für Reservisten das Einberufungshöchstalter von 45 auf 60 Jahre im Spannungsfall herauf.
- 20. Februar: Landtagswahl in Schleswig-Holstein, weder CDU/FDP noch SPD/Grüne erreichen eine Mehrheit
- 20. Februar: In einem Referendum stimmen die Wähler in Spanien mehrheitlich dem geplanten europäischen Verfassungsentwurf zu.
- 22. Februar: George W. Bush besucht Deutschland, Absperrungen in und um Mainz verursachen kilometerlange Staus
- 23., 24. und 25. Februar: Gipfeltreffen in Bratislava zwischen George W. Bush und Wladimir Putin
- 24. Februar: Die berühmten Wissower Klinken der Kreideküste auf der Insel Rügen nördlich von Sassnitz stürzen verwitterungsbedingt in die Ostsee
- 28. Februar: Die pro-syrische libanesische Regierung tritt aufgrund der Proteste der Bevölkerung zurück

#### März
- 04. März: Bei der Freilassung der Geisel Giuliana Sgrena stirbt der italienische Beamte Nicola Calipari, als ihr Fahrzeug auf dem Weg zum Flughafen von US-Soldaten im Irak beschossen wird.
- 14. März: Der chinesische Volkskongress beschließt mit zwei Enthaltungen und 2998 Befürwortungen das Anti-Abspaltungsgesetz. Im Gesetz wird die „use of force“ angedroht, falls keine Wiedervereinigung mit Taiwan möglich erscheint.
- 17. März: In vier hintereinander stattfindenden Wahlgängen erhält Heide Simonis keine Mehrheit bei der Wahl des Ministerpräsidenten von Schleswig-Holstein 2005. Sie verzichtet schließlich auf ihre Wiederwahl.
- 21. März: Hifikepunye Lucas Pohamba Präsident von Namibia
- 22. März: mit dem Weltwassertag beginnt die Internationale Aktionsdekade „Wasser – Quelle des Lebens“ (2005–2015)
- 24. März: Die Tulpenrevolution in Kirgisistan stürzt Präsident Askar Akajew. Am 25. März wird Kurmanbek Bakijew Übergangspräsident.
- 26. März: Mehr als eine Million Menschen demonstrieren in Taiwan gegen das Anti-Abspaltungsgesetz
- 31. März: Terri Schiavo stirbt nach 15 Jahren im Koma nach fast zwei Wochen ohne Nahrung und Wasser

#### April

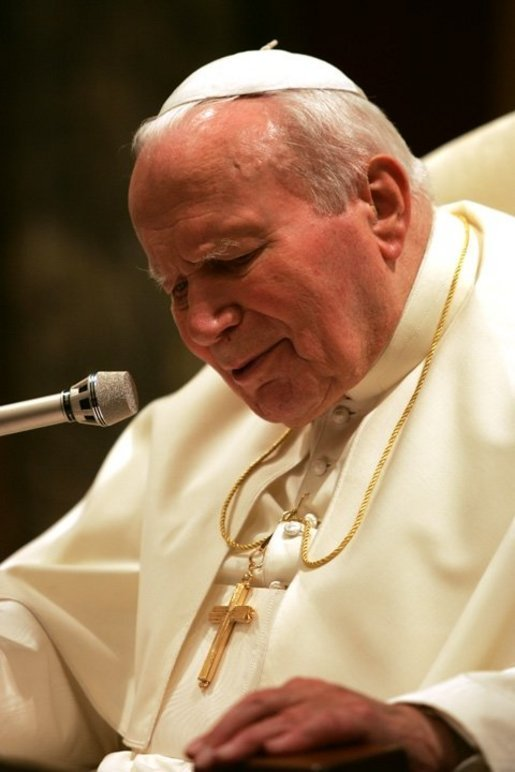
Papst Johannes Paul II.

- 02. April: Papst Johannes Paul II. stirbt im Alter von 84 Jahren nach fast 27-jährigem Pontifikat: dem zweitlängsten in der römisch-katholischen Kirchengeschichte. Sein Tod löst große öffentliche Massentrauer aus
- 04. April: Die kleinere österreichische Regierungspartei FPÖ spaltet sich in FPÖ und BZÖ
- 06. April: Fürst Rainier III. von Monaco stirbt nach langer Krankheit im Alter von 81 Jahren. Rainier regierte das Fürstentum Monaco 56 Jahre lang.
- 09. April: Als erster afrikanischer Staat, in dem Kliterodektomie Praxis ist, beendet Benin in einer öffentlichen Zeremonie offiziell das Zeitalter der weiblichen Genitalverstümmelung
- 09. April: Mehrere tausende Anhänger des radikalen Schiitenführers Muktada al-Sadr demonstrieren in Bagdad für den Abzug der Besatzungstruppen
- 09. April: Beginn der, zum Teil gewaltsamen, Proteste von Chinesen gegen Japan. In den folgenden Wochen kommt es zu Protesten in Peking, Kanton, Shenzhen und Shanghai. Anlass ist ein japanisches Schulbuch, das aus chinesischer Sicht die Gräueltaten Japans während des Zweiten Weltkriegs verharmlost.
- 15. April: Die bayerische Kultusministerin Monika Hohlmeier ist wegen der Affäre um Wahlfälschungen bei der Münchner CSU (siehe Münchner CSU-Affäre) zurückgetreten

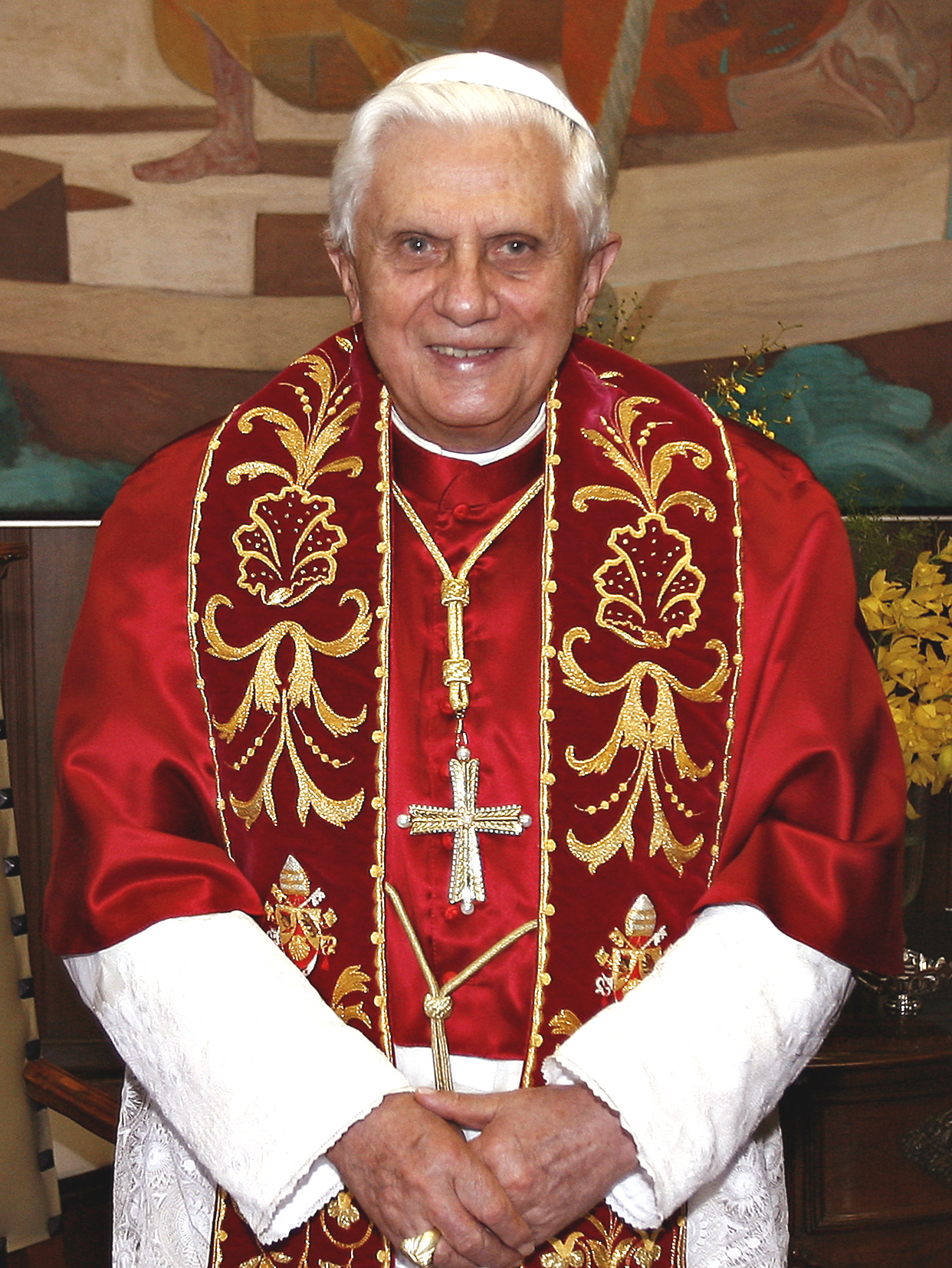
Papst Benedikt XVI.

- 19. April: Joseph Ratzinger wird vom Konklave 2005 zum neuen Papst Benedikt XVI. gewählt
- 19. April: Erwin Teufel tritt als Ministerpräsident von Baden-Württemberg und Landesvorsitzender der Südwest-CDU zurück. Nach parteiinternen Querelen und der Ohrfeigen-Affäre seines Staatsministers Christoph Palmer macht er Platz für seinen Nachfolger Günther Oettinger
- 25. April: Der Sozialdemokrat Jiří Paroubek wird der neue tschechische Ministerpräsident
- 26. April: Die letzten 250 syrischen Soldaten verlassen den Libanon
- 27. April: Erstflug des größten Passagierflugzeugs der Welt, des Airbus A380
- 29. April: Der taiwanische Oppositionsführer Lien Chan trifft als Vorstand der Kuomintang zum ersten Mal seit fast 60 Jahren mit einem Staatschef der Volksrepublik China, Hu Jintao, zusammen

#### Mai
- 08. Mai: Zur Verhinderung einer NPD-Demonstration in Berlin wurde ein „Tag der Demokratie“ durchgeführt. Die Angaben zu den Teilnehmerzahlen schwanken von mehreren tausend bis mehr als hunderttausend.
- 10. Mai: Im georgischen Tiflis wird von einer Person aus der Menschenmenge versucht, auf den US-Präsidenten George W. Bush bei einer Rede auf dem Platz der Freiheit eine Handgranate zu werfen. Sie detoniert durch technisches Versagen nicht. Der den zweiten Anschlag auf Bush verübende Attentäter kann in den Folgewochen ermittelt und festgenommen werden.
- 10. Mai: In Berlin wird das Denkmal für die ermordeten Juden Europas feierlich eingeweiht.
- 13. Mai: Mit William Joseph Levada wird erstmals ein Nichteuropäer Präfekt der Kongregation für die Glaubenslehre.
- 15. Mai: In Stuttgart wird Wilhelm Leber neuer Stammapostel der Neuapostolischen Kirche und somit internationaler Kirchenpräsident und Oberhaupt des neuapostolischen Apostolates.
- 21. Mai: Griechenland gewinnt mit Elena Paparizou den Eurovision Song Contest in Kiew mit dem Titel My Number One
- 22. Mai: Landtagswahlen in Nordrhein-Westfalen. CDU und FDP gewinnen und stellen den Ministerpräsident Jürgen Rüttgers. Nach 39 Jahren regiert erstmals nicht mehr die SPD. Bundeskanzler Gerhard Schröder kündigt als Reaktion auf die Wahlniederlage seiner Partei Neuwahlen zum Bundestag für Herbst an
- 24. Mai: Oskar Lafontaine, früherer Parteivorsitzender der SPD, kündigt seinen Austritt aus der Partei an. Er will zur nächsten Bundestagswahl mit einem Bündnis aus PDS und WASG antreten
- 29. Mai: Die Franzosen stimmen gegen die EU-Verfassung und stürzen damit die Europäische Union und speziell Frankreich in eine politische Krise. Chirac stellt Regierungsumbildung in Aussicht
- 30. Mai: Die Parteipräsidien von CDU und CSU bestimmen in einer gemeinsamen Sitzung Angela Merkel zur Kanzlerkandidatin der Unionsparteien.

#### Juni
- 01. Juni: Auch die Niederländer stimmen gegen die EU-Verfassung
- 22. Juni: Umbenennung der PDS zu Die Linkspartei.PDS.
- 22. Juni: Jürgen Rüttgers (CDU) wird Ministerpräsident in Nordrhein-Westfalen.
- 25. Juni: Im Iran gewinnt der erzkonservative Teheraner Bürgermeister Mahmud Ahmadinedschad überraschend die Präsidentenwahlen. Beobachter befürchten nun ein Ende des Öffnungsprozesses, die USA zeigen sich aufgrund der Angst vor einer Ausweitung des iranischen Atomprogramms besorgt
- 25. Juni: Die Oppositionspartei der Sozialisten werden bei der Parlamentswahl in Bulgarien mit 31,2 Prozent stärkste Partei.

#### Juli
- 01. Juli: Bundeskanzler Gerhard Schröder (SPD) stellt die Vertrauensfrage im Deutschen Bundestag und verliert wie erwartet
- 01. Juli Die Österreichische Gendarmerie wird mit den Bundessicherheitswachekorps und Kriminalbeamtenkorps zur Bundespolizei zusammengelegt.
- 03. Juli: Bei der Parlamentswahl in Albanien gewinnt die Demokratische Partei des Oppositionsführers Sali Berisha die Wahlen
- 07. Juli: In London geschehen Anschläge während der Rush Hour auf die U-Bahn und auf Busse (siehe Terroranschläge am 7. Juli 2005 in London)
- 12. Juli: In Monaco übernimmt Fürst Albert II. die Amtsgeschäfte seines einige Wochen zuvor verstorbenen Vaters.
- 21. Juli: Bundespräsident Horst Köhler löst den 15. Deutschen Bundestag auf
- 31. Juli: Die Übergangsfrist für die Rechtschreibreform endet

#### August
- 15. – 21. August: XX. Weltjugendtag. Nach „Tagen der Begegnung“ mit über 150.000 jungen Menschen aus 180 Nationen findet der Weltjugendtag mit 1.200.000 Pilgern in Köln, Bonn und Düsseldorf statt, ab dem 18. August mit Papst Benedikt XVI.
- 17. August: Die islamistische Untergrundorganisation Jamaat-ul-Mujahideen Bangladesh lässt nahezu zeitgleich fast 500 Sprengsätze verteilt über ganz Bangladesch explodieren.
- 24. August: Alpenhochwasser 2005
- 29./30. August: Der Hurrikan Katrina richtet schwere Schäden im Süden der USA an. Besonders betroffen ist die Stadt New Orleans, die größtenteils überschwemmt wird. Es kommt zu zahlreichen Todesopfern.
- 31. August: In Bagdad ereignet sich auf der Al-Aaimmah-Brücke über den Tigris durch das Gerücht eines Selbstmordanschlags eine Massenpanik unter schiitischen Pilgern. 1.011 Tote werden gezählt, etwa 800 Verletzte sind zu versorgen.

#### September
- 11. September: Bei den Unterhauswahlen in Japan gewinnt die Liberaldemokratische Partei von Junichiro Koizumi die Wahlen.
- 12. September: Bei den Parlamentswahlen in Norwegen gewinnt die Opposition unter Führung der norwegischen Sozialdemokraten mit Jens Stoltenberg die Wahlen
- 17. September: Bei den Parlamentswahlen in Neuseeland gewinnt die Regierung unter der sozialdemokratischen Führung von Helen Clark erneut die Wahlen.

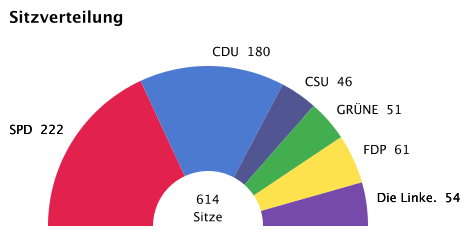
Die Sitzverteilung im neuen Bundestag

- 18. September: (Vorgezogene) Wahl zum Deutschen Bundestag (CDU/CSU bilden die stärkste Fraktion. Weitere Parteien: SPD, FDP, Die Linkspartei.PDS, Bündnis 90/Die Grünen) (siehe Bundestagswahl 2005)
- 18. bis 26. September: Hurrikan Rita, der stärkste Hurrikan seit Beginn regelmäßiger Aufzeichnungen Mitte des 19. Jahrhunderts tobt im Golf von Mexiko, zugleich war er der drittstärkste Hurrikan auf dem Atlantik, der je beobachtet wurde. Am 24. erreicht er an der Grenze zwischen Texas und Louisiana bei der Stadt Sabine Pass die US-amerikanische Küste
- 25. September: Bei den Parlamentswahlen in Polen gewinnen konservative Parteien die Wahlen.

#### Oktober
- 05. Oktober: Etwa 65 aus einer Gruppe von 500 Afrikanern gelingt der Versuch, in die von Sperranlagen gesicherte spanische Exklave Melilla hineinzukommen.
- 10. Oktober: Die beiden stärksten Fraktionen im neuen Deutschen Bundestag, CDU/CSU und SPD, einigen sich auf eine große Koalition. Angela Merkel soll erste deutsche Bundeskanzlerin werden
- 18. Oktober: Konstituierende Sitzung des 16. Deutschen Bundestages in Berlin, als neuer Bundestagspräsident wurde Norbert Lammert gewählt
- 19. Oktober: Prozessauftakt gegen Saddam Hussein in Bagdad
- 24. Oktober: Aung San Suu Kyi, birmanische Friedensnobelpreisträgerin befindet sich nun insgesamt zehn Jahre unter Hausarrest der Militärdiktatur
- 27. Oktober: In Frankreich sterben zwei Jugendliche bei der Verfolgung durch die Polizei, siehe: Unruhen in Frankreich 2005
- 31. Oktober: Nach einer Abstimmungsniederlage im Parteivorstand in der Frage des neuen Generalsekretärs gibt SPD-Chef Franz Müntefering bekannt, dass er beim bevorstehenden Parteitag der SPD nicht mehr für das Amt des Parteivorsitzenden kandidieren werde.

#### November
- 01. November: Edmund Stoiber entscheidet sich, bayerischer Ministerpräsident zu bleiben und nicht in das Kabinett Merkel I eintreten zu wollen.
- 06. November: In Myanmar beginnt auf Anordnung der Militärjunta der Umzug von Ministerien aus Rangun ins Landesinnere nach Pyinmana Naypyidaw, der neuen Hauptstadt.
- 08. November: Unruhen und Ausschreitungen in den Vorstädten von Paris und anderen französischen Großstädten
- 10. November: Besuch des chinesischen Präsidenten Hu Jintao in Berlin
- 12. November: Die Große Koalition veröffentlicht ihr Koalitionspapier.
- 14. November: Präsident Chirac verlängert den Notstand in Paris aufgrund der Krawalle.
- 15. November: Matthias Platzeck wird neuer Parteivorsitzender der SPD in Deutschland.
- 17. November: Mahinda Rajapaksa gewinnt die Präsidentschaftswahl in Sri Lanka
- 19. November: Soldaten des United States Marine Corps verüben als Vergeltung für den Tod eines Kameraden das Massaker von Haditha im Irak. 24 Zivilisten büßen dadurch in der Stadt Haditha ihr Leben ein.
- 21. November: Bei einem Referendum in Kenia lehnt eine Mehrheit von 58 Prozent die vorgeschlagene Verfassungsänderung ab.
- 22. November: Angela Merkel (CDU) wird vom Bundestag zur ersten Bundeskanzlerin in der Geschichte Deutschlands gewählt.

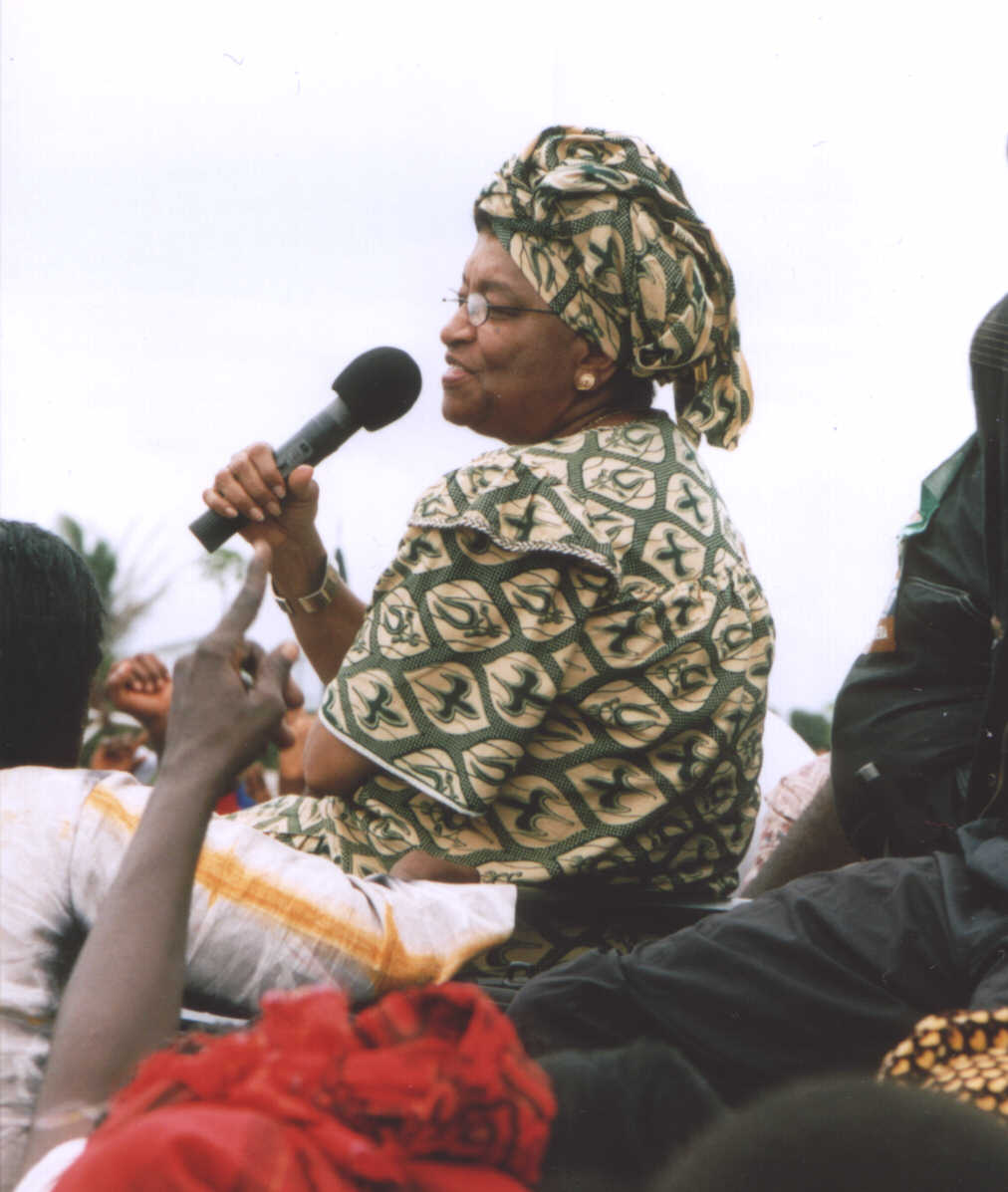
Ellen Johnson-Sirleaf im Wahlkampf

- 23. November: Ellen Johnson-Sirleaf wird als gewählte Präsidentin Liberias trotz einer Beschwerde ihres Mitbewerbers durch die Wahlkommission bestätigt. Sie ist damit erstes weibliches Staatsoberhaupt auf dem afrikanischen Kontinent.
- 25. November: Im Irak wird erstmals eine Deutsche, die 43-jährige Archäologin Susanne Osthoff aus Bayern, entführt.
- 27. November: Bei den Präsidentenwahlen in Honduras gewinnt Manuel Zelaya

#### Dezember
- 06. Dezember: David Cameron wird neuer Vorsitzender der Konservativen in Großbritannien
- 08. Dezember: Der Rote Kristall wird als neues Symbol der Internationalen Rotkreuz- und Rothalbmond-Bewegung angenommen.
- 08. Dezember: Der frühere kroatische General Ante Gotovina wird auf Teneriffa verhaftet und dem UN-Kriegsverbrechertribunal überstellt.
- 09. Dezember: Weltklimakonferenz in Montreal
- 11. Dezember: Die Sozialistin Michelle Bachelet gewinnt die Präsidentenwahlen in Chile
- 13. Dezember: Beginn der Welthandelskonferenz in Hongkong
- 18. Dezember: Die als Geisel genommene Susanne Osthoff kommt im Irak frei.
- 28. Dezember: Im Jemen wird der Deutsche Jürgen Chrobog mit seiner Familie von einem Stamm entführt. Nach drei Tagen werden die Deutschen freigelassen, weil sich die jemenitische Regierung dem Stammesältesten gegenüber verpflichtet hat, fünf Mitglieder eines rivalisierenden Stammes festzunehmen.

### Terroranschläge
- 02. Januar: In Balad, 80 Kilometer nördlich von Bagdad, töten zwei Selbstmordattentäter 19 Menschen und verletzen sechs.
- 08. Januar: Bei einer Explosion einer Autobombe vor dem US-Hauptquartier in Bagdad werden mindestens 25 Menschen getötet und rund 100 verletzt.
- 14. Januar: Im Gaza-Streifen sprengen sich drei Selbstmordattentäter in die Luft. Sechs Israelis werden getötet.
- 18. Januar: Die radikalislamische Terrororganisation Hamas verübt einen Selbstmordanschlag nahe Gusch Katif im südlichen Gaza: ein getöteter Israeli, drei Verletzte.
- 29. Januar: Durch eine Landmine der Taliban werden in Südwestafghanistan neun Soldaten getötet.
- 29. Januar: Einen Tag vor der Wahl im Irak werden bei mehreren Anschlägen elf Menschen getötet und vier verletzt.
- 31. Januar: In Spanien werden zwei Menschen bei einem Bombenanschlag der ETA in Dénia, nahe Alicante, verletzt.
- 05. Februar: In Basra werden bei einer Bombenexplosion vier irakische Soldaten getötet und einer wird schwer verletzt.
- 08. Februar: Bei einem Anschlag auf ein Rekrutierungsbüro der irakischen Armee in Bagdad werden mindestens 21 Menschen getötet und mindestens 27 weitere Personen verletzt.
- 09. Februar: In Madrid werden 42 Menschen bei einem Anschlag der ETA vor der Eröffnung der internationalen Kunstmesse ARCO verletzt.
- 14. Februar: Bei einer Autobombenexplosion vor einer schiitischen Moschee in Balad Rus, 75 km nordöstlich von Bagdad, sterben 14 Menschen und 20 werden verletzt.
- 14. Februar: Rafik Hariri, libanesischer Ex-Ministerpräsident, wird durch einen Autobombenanschlag in Beirut (Libanon) getötet. Weitere 16 Menschen sterben, etwa 120 werden verletzt. Im Anschluss demonstrieren mehrere Hunderttausend gegen die syrischen Besatzer.
- 18. Februar: Ca. 30 Menschen werden bei einem Anschlag auf eine schiitische Moschee in Bagdad getötet.
- 19. Februar: Bei drei Anschlägen in Bagdad und Bakuba werden sieben Menschen getötet und mehr als 35 weitere verletzt.
- 24. Februar: Anschlag mit einer Autobombe in Tikrit. Mindestens 15 Tote und 20 Verletzte.
- 25. Februar: Neun UN-Soldaten aus Bangladesch werden in einem Hinterhalt in dem Ituri-Distrikt (DR Kongo) getötet, mindestens elf weitere verletzt.
- 27. Februar: Anschlag in Tel Aviv (Israel). Vier Tote, 50 Verletzte. Israel macht Syrien verantwortlich.
- 28. Februar: Bei einem Autobombenanschlag in der irakischen Stadt Hilla sterben mindestens 132 Menschen, 130 werden verletzt.
- 02. März: Mehrere Anschläge im Irak. Elf Tote
- 02. März: UN-Soldaten töten rund 30 Kilometer von Bunia (DR Kongo) 50 Milizionäre
- 19. März: In der südwestpakistanischen Stadt Fatahpur sterben bei einem Bombenanschlag auf schiitische Pilger 39 Menschen
- 20. März: Bei einem Anschlag in Doha (Katar) stirbt ein Mensch
- 22. März: In der Nähe von Tikrit werden bei Kämpfen zwischen US-amerikanischen und irakischen Streitkräften einerseits und Aufständischen andererseits ca. 100 Menschen getötet
- 27. März: Bei einem Autobombenanschlag in Beirut sterben zwei Menschen
- 06. April: Bei Kämpfen zwischen Regierungssoldaten und schiitischen Rebellen im Nordwesten des Jemen, die bis zum 7. April andauern, sterben über 70 Menschen
- 07. April: Im Westen Nepals sterben bei Kämpfen zwischen Regierungssoldaten und maoistischen Rebellen mehrere hundert Menschen
- 07. April: Bei einer Bombenexplosion in einem Basar in Kairo (Ägypten) sterben drei Menschen und 17 werden verletzt,
- 09. April: Bei einem Sprengstoff-Attentat südlich von Bagdad (Irak) wurden 15 Menschen getötet
- 14. April: Bei Anschlägen in Kirkuk, Bakuba, Tikrit und Bagdad (Irak) wurden mehr als 20 Menschen getötet
- 16. April: Bei Anschlägen in Bakuba und anderen Städten im Irak starben mindestens 14 Menschen
- 21. April: Im Tigris (Irak) werden die Leichen von ca. 50 Menschen entdeckt, vermutlich aus der Ortschaft Madain. In der Stadt Haditha entdeckten Anwohner 19 weitere Leichen; acht weitere Menschen sterben bei verschiedenen Anschlägen in Bagdad
- 22. April: Bei einem Abschuss eines Hubschraubers nördlich von Bagdad im Irak sterben elf Menschen, davon sechs Amerikaner
- 30. April: Nachdem der Sieg von Faure Gnassingbé bei Präsidentschaftswahlen im Togo von der Opposition nicht anerkannt wurde, starben bei Unruhen in den letzten Tagen über 100 Menschen
- 30. April: Bei einem Anschlag in Kairo (Ägypten) stirbt ein Mensch. Zwei Frauen beschießen einen Touristenbus, keine Toten
- 01. Mai: Bei sechs Anschlägen in Bagdad (Irak) sterben 14 Menschen
- 02. Mai: Durch einen Selbstmordattentat auf einen Trauerzug in Tal Afar (Irak) sterben 25 Menschen und ca. 50 werden verletzt
- 04. Mai: Bei einem Anschlag in Erbil (Irak) sterben 60 Menschen und ca. 200 werden verletzt
- 05. Mai: Bei verschiedenen Anschlägen im Irak wurden mindestens 20 Menschen getötet
- 06. Mai: Bei mehreren Anschlägen in Bagdad, Tikrit und Suweira wurden mindestens 73 Menschen getötet
- 07. Mai: Durch einen Bombenanschlag in Bagdad sind 17 Menschen getötet worden. In den letzten sieben Tagen starben knapp 300 Menschen bei Anschlägen im Irak
- 27. Juni: Bei dem Absturz eines Helikopters der US-Armee bei Taji/Irak sterben beide Piloten
- 07. Juli: Terroranschläge in London fordern mindestens 50 Tote und 700 Verletzte. An U-Bahn-Stationen, sowie Busstationen wurden die Bombenanschläge verübt
- 12. Juli: Ein Selbstmordanschlag in Netanja (Israel) tötet drei Personen, etwa 30 werden verletzt
- 12. Juli: Ein Bombenanschlag auf den libanesischen Verteidigungsminister in Beirut tötet zwei Personen, er selbst und mehrere seiner Begleiter werden verletzt
- 12. Juli: Bei einem Überfall bewaffneter Angreifer auf ein Dorf im Norden Kenias werden 76 Personen getötet, darunter 22 Kinder
- 13. Juli: Bei der Explosion des Fahrzeugs eines Selbstmordattentäters in Bagdad (Irak) sterben 26 Personen, darunter viele Kinder
- 13. Juli: Bei der Explosion einer Bombe in einer Moschee in Bakuba (Irak) sterben mindestens zwei Personen
- 15. Juli: Bei mehreren Selbstmordanschlägen in Bagdad sterben mindestens 17 Personen, dutzende weitere werden verletzt. Ziel der Anschläge waren meist Militärkonvois
- 16. Juli: Bei einem Anschlag auf einen Touristenbus in dem westtürkischen Ferienort Kuşadası sterben vier Personen, 14 werden schwer verletzt
- 17. Juli: Bei einem Anschlag in Musajib (Irak) sterben mindestens 85 Personen, mehr als 130 werden verletzt
- 19. Juli: Bei einem Anschlag in Tschetschenien auf ein Polizeifahrzeug sterben zehn Personen
- 20. Juli: Bei einem Anschlag auf ein Rekrutierungsbüro in Bagdad sterben mindestens fünf Personen, dutzende werden verletzt
- 23. Juli: Bei einem Anschlag auf den ägyptischen Badeort Scharm asch-Schaich sterben mindestens 88 Personen, 110 werden verletzt
- 01. Oktober: Bei einem Selbstmordanschlag auf Bali sterben mindestens 22 Personen, mehr als 100 werden verletzt
- 29. Oktober: Bei einem Anschlag in Neu-Delhi sterben mindestens 61 Personen, mindestens 188 wurden verletzt
- 9. November: Selbstmordanschläge auf drei Hotels in Amman/Jordanien töten 57 Menschen

### Wirtschaft
- 01. Januar: Währungsreform in der Türkei; sechs Nullen werden gestrichen und aus der Lira wird die Neue Türkische Lira
- 13. Januar: In Sachsen werden bis 2009 rund 7.500 Lehrerstellen abgebaut
- 25. Januar: Infineon schließt drei Halbleiterwerke in Berlin, München und Longmont (USA). Ca. 350 Arbeitsplätze, davon 280 in Deutschland, gehen voraussichtlich verloren.
- 27. Januar: In Brandenburg werden bis 2009 rund 900 Stellen im Polizeidienst abgebaut
- 28. Januar: Siemens kündigt an, 1.350 Stellen in der Festnetzsparte Communications zu streichen
- 28. Januar: Procter & Gamble gibt bekannt, für 57 Milliarden US-Dollar das vorwiegend Rasierapparate produzierende Unternehmen The Gillette Company kaufen zu wollen.
- Februar: Der schweizerische Pharmakonzern Novartis übernimmt den deutschen Generikahersteller Hexal
- 01. Februar: Die Walter Bau AG, der viertgrößte Baukonzern in der Bundesrepublik mit rund 9.400 Mitarbeitern, meldet Insolvenz an
- 03. Februar: Trotz eines Rekordgewinns 2004 streicht die Deutsche Bank ca. 6.400 Stellen (davon 1.920 in Deutschland). 1.200 neue Stellen sollen in Niedriglohnstandorten neu geschaffen werden
- 08. Februar: Verhandlungen zwischen T-Mobile und ver.di beginnen. T-Mobile plant 2.200 Stellen (davon 1.200 in Deutschland) abzubauen. Bis zu 480 weitere Stellen sollen ausgelagert werden
- 17. Februar: Der Berliner Telefonanlagen-Spezialist DeTeWe baut mehr als 500 seiner 1.380 Arbeitsplätze ab
- 18. Februar: Bis Herbst 2005 will die Firma Miele ca. 1.000 Stellen abbauen (ca. 10 %). Rowenta kündigt 215 Mitarbeitern im Werk Erbach im Odenwald
- 23. Februar: Der Standort München des Chipkonzern Infineon wird geschlossen. 800 Arbeitsplätze gehen verloren
- 23. Februar: Die HypoVereinsbank kündigt erneut einen massiven Stellenabbau von ca. 2.300 Stellen an (Gesamtzahl Beschäftigte: 26.000)
- 25. Februar: Die Berliner Charité kündigt die Streichung von 2.000 Stellen (von ca. 15.000) bis 2010 an
- 25. Februar: Bei Opel werden bis Jahresende keine betriebsbedingten Kündigungen ausgesprochen. Ca. 4.500 Mitarbeiter scheiden freiwillig aus
- 27. Februar: BASF plant ein neues Dienstleistungszentrum in Berlin mit ca. 600 Stellen. Berlin gewinnt damit gegen Bratislava
- 22. März: Die Fluggesellschaft Swiss wird von der Deutschen Lufthansa AG für 310 Millionen Euro in ihren Konzern aufgenommen.
- 01. April: Das japanische Pharmaunternehmen Fujisawa Pharmaceutical fusioniert mit dem japanischen Pharmaunternehmen Yamanouchi Pharmaceutical zum Unternehmen Astellas
- 01. April: Die Gas-, Elektrizitäts- und Wasserwerke Köln AG (GEW) firmiert in das Unternehmen RheinEnergie um.
- 18. April: Das Softwareunternehmen Adobe Inc. gibt den Kauf des Unternehmens Macromedia für 3,4 Milliarden US-Dollar bekannt. Die Transaktion wird am 3. Dezember 2005 beendet.
- 03. Mai: Das Unternehmen Adidas verkauft den Sportartikelhersteller Salomon
- 04. Mai: Die Firma IBM plant den Abbau von ca. 13.000 Stellen weltweit, davon ca. 2.500 in Deutschland
- 04. Mai: Die Norddeutsche Landesbank will bis Ende 2008 ihre Verwaltungskosten um 20 Prozent reduzieren, wodurch es zum Abbau von etwa 1.800 Arbeitsplätzen kommen wird
- 11. Mai: Die Stromerzeugung im baden-württembergischen Kernkraftwerk Obrigheim wird im Rahmen des Atomausstiegs eingestellt.
- 06. Juni: Apple steigt bei seinen Macintosh-Computern auf Prozessoren von Intel um.
- 07. Juni: Siemens gibt bekannt, dass die Handysparte mit Wirkung zum 1. Oktober 2005 an die taiwanische Firma BenQ abgegeben wird.

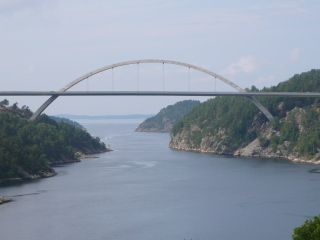
Svinesundbrücke

- 10. Juni: Die neue Svinesundbrücke zwischen Norwegen und Schweden wird in Anwesenheit beider Königspaare eingeweiht. Das Bauwerk nimmt den Verkehr der Europastraße 6 auf.
- 12. Juni: Die deutsche HypoVereinsbank wird von der italienischen Unicredit übernommen
- Juli: Kauf des russischen Energieunternehmens Sibneft durch Gazprom
- 13. Juli: Aus dem dänischen Billund wird mitgeteilt, dass die US-amerikanische Blackstone Group für 375 Millionen Euro vom Lego-Konzern die vier Legoland-Parks erwirbt. Sie werden in die neue Merlin Entertainments Group eingebracht, an der sich die Lego-Eigentümer mit einem 30-Prozent-Anteil beteiligen.
- 24. Juli: Der auf Initiative des venezolanischen Präsidenten Hugo Chávez entstandene multinationale Fernsehsender teleSUR nimmt seinen Sendebetrieb für Lateinamerika auf.
- 03. August: Der Sportartikelhersteller adidas gibt bekannt, dass das Unternehmen für 3,1 Milliarden Euro den Konkurrenten Reebok kaufen will.
- 04. August: Der Verlagskonzern Axel Springer AG versucht Deutschlands größte Fernsehgruppe Pro Sieben Sat.1 zu übernehmen. Der Kaufpreis soll rund 4,2 Milliarden Euro betragen. Die Übernahme scheitert im Dezember.
- 14. September: Insolvenz der US-amerikanischen Fluggesellschaften Delta Airlines und Northwest Airlines
- 19. September: Das Unternehmen Deutsche Post AG kauft das britische Unternehmen Exel
- Oktober: Übernahme des Berliner Verlags, des Herausgebers der Berliner Zeitung und des Berliner Kurier, durch das Investmentunternehmen Mecom von David Montgomery
- 17. November: Das Unternehmen Eurohypo wird von der Commerzbank übernommen.

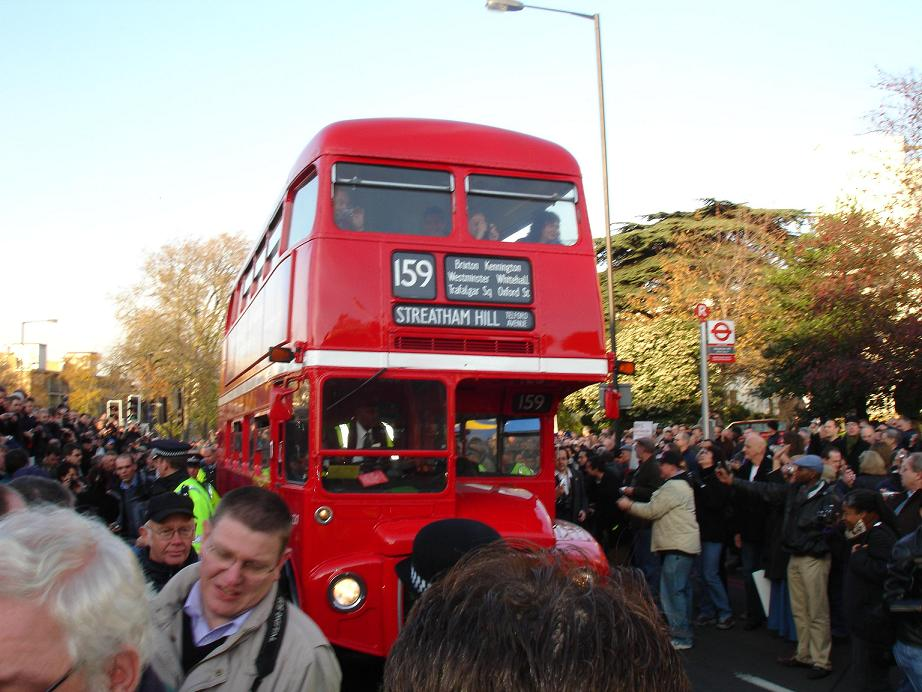
Letzte Fahrt eines Routemaster in London

- 09. Dezember: In London geht die Zeit der Routemaster zu Ende. Die roten Doppeldeckerbusse prägen nicht mehr das Stadtbild.
- 11. Dezember Saudi-Arabien tritt als 149. Land der Welthandelsorganisation (WTO) bei.
- 12. Dezember: Der schwedische Electrolux-Konzern teilt mit, dass er das ehemalige AEG-Werk in Nürnberg bis Ende 2007 schließen werde.
- Dezember: Die niederländische Bank ABN Amro übernimmt die italienische Bank Banca Antonveneta
- 28. Dezember: Das deutsche Unternehmen MTU wird vom schwedischen Finanzinvestunternehmen EQT übernommen

### Wissenschaft und Technik

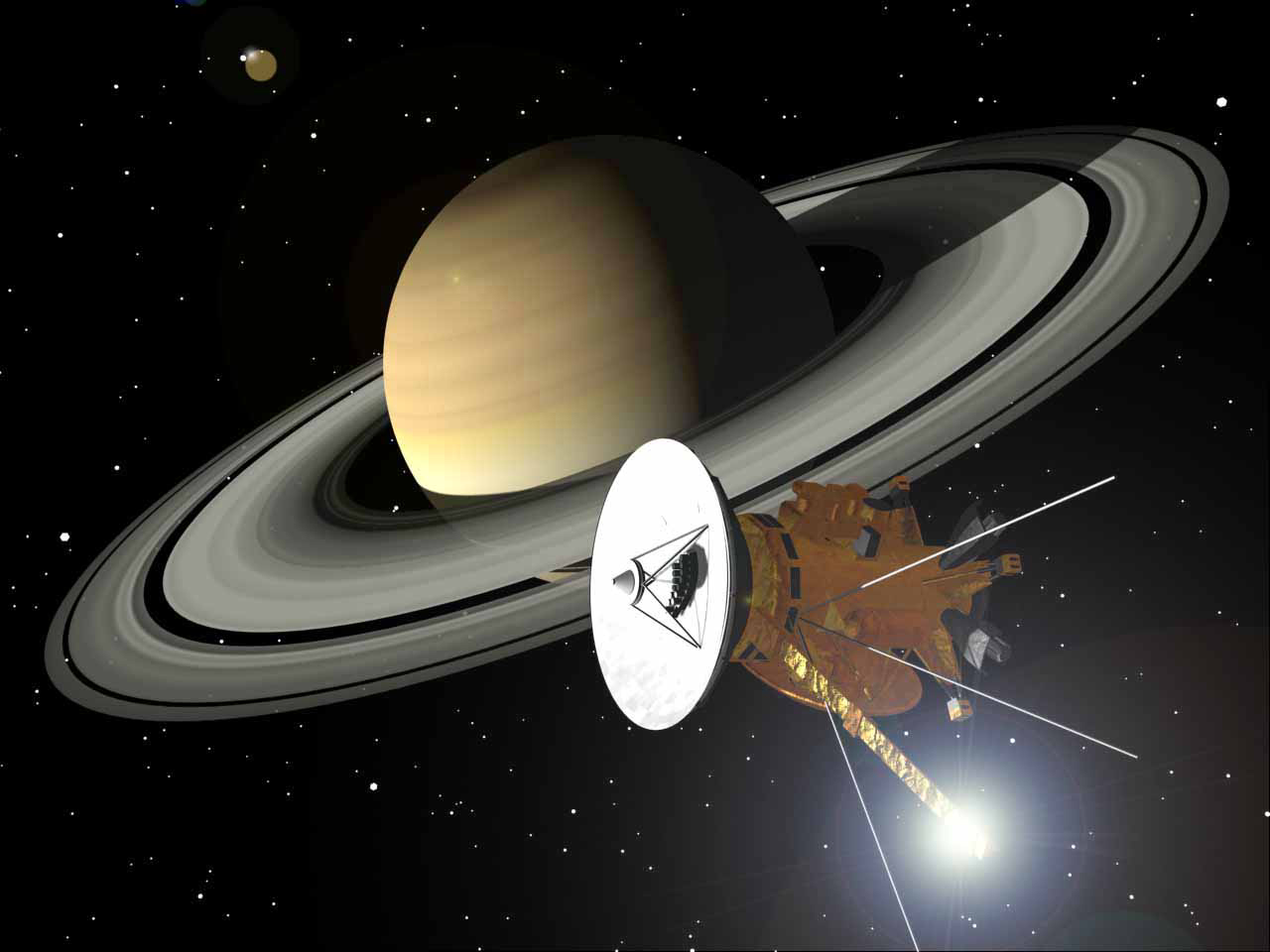
Grafik: Sonde Cassini-Huygens am Saturn

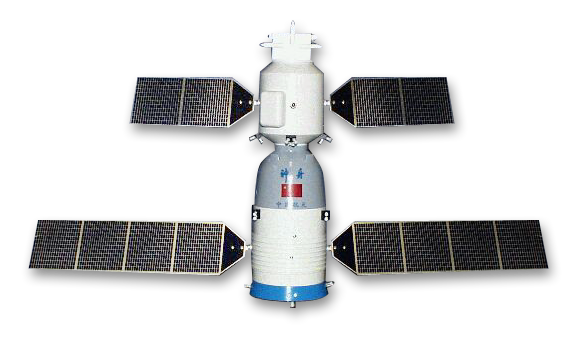
Das chinesische Raumschiff Shenzhou 6

- 14. Januar: Die Landeeinheit Huygens der Raumsonde Cassini geht auf dem Saturnmond Titan nieder.
- 18. Januar: Der Prototyp des Airbus A380 wird in Anwesenheit prominenter Gäste aus der Politik in Toulouse Medienvertretern vorgestellt.
- Ende Januar: Das mit 115 m weltweit höchste in Betrieb befindliche Getreidesilo der Schapfenmühle in Ulm wird fertiggestellt.
- 12. Februar: Der zweite Start der neuen europäischen Ariane 5 ECA-Rakete verläuft im Gegensatz zum Erstflug erfolgreich.
- 23. Februar: Wissenschaftler des Deutschen Zentrums für Luft- und Raumfahrt entdecken einen ca. 800 mal 900 Kilometer großen und 45 Meter tiefen Eissee in der Elysium-Ebene auf dem Mars.
- 11. März: Die Europäische Kommission bringt die Charta für Forscher heraus.
- 08. April: Eine hybride Sonnenfinsternis findet über dem Pazifik und Mittel- und Südamerika statt.
- 27. April: Der Erstflug des Airbus A380 in Toulouse gelingt ohne Probleme.
- 30. April: Das ESO verkündet die erste bestätigte direkte Beobachtung eines Exoplaneten.
- 25. Mai: Nokia stellt sein erstes Internet-Tablet (Nokia 770) auf dem LinuxWorld Summit in New York vor.
- 27. Juni: Die Eidgenössische Technische Hochschule Zürich stellt einen neuen Weltrekord im effizienten Treibstoffverbrauch auf. Mit dem Energieäquivalent eines Liters Benzin fährt das so genannte „Pac-Car“ über 5.000 Kilometer weit. Das Fahrzeug wird von einer wasserstoffbetriebenen Brennstoffzelle angetrieben.
- 28. Juni: Der französische Ort Cadarache wird für den Bau des Versuchsreaktors ITER, der durch Kernfusion die Energieversorgung für eine Zukunft nach dem Aufbrauchen der Ölreserven sichern soll, ausgewählt.
- 04. Juli: Ein Kupferprojektil der Raumsonde Deep Impact schlägt wie geplant im Kometen Tempel 1 ein.
- 26. Juli: Die Raumfähre Discovery startet zur Mission STS-114, dem ersten Start eines Space Shuttles seit dem Absturz der Columbia.
- 29. Juli: Die Entdeckung der Transneptunischen Objekte Eris, Haumea und Makemake wird bekanntgegeben.
- 12. August: Die NASA schickt ihre Sonde „Mars Reconnaissance Orbiter“ zum Mars, um sie dort nach Spuren von Wasser suchen zu lassen.
- 28. August: Forscher der Fakultät The University of Texas Health Science Center at Houston um den Neurologen Claudio Soto geben bekannt, dass ihnen die Entwicklung eines neuen Bluttests gelungen sei. Damit können Erkrankungen an der Tierseuche BSE und einer Art der Creutzfeldt-Jakob-Krankheit sehr sicher diagnostiziert werden.
- 03. Oktober: Eine ringförmige Sonnenfinsternis wird in Spanien und im nördlichen und östlichen Afrika beobachtet.
- 08. Oktober: Der Start des Satelliten CryoSat der ESA endet kurz danach mit einem Absturz in das Nordpolarmeer.
- 12. Oktober: China schickt das Raumschiff Shenzhou 6 mit zwei Taikonauten an Bord in eine Erdumlaufbahn.
- 29. Oktober: Die erste Landung des Airbus A380 auf einem internationalen Verkehrsflughafen findet in Frankfurt am Main mit anschließenden Abfertigungstests statt, der Rückflug nach Toulouse erfolgt am Morgen des 30. Oktober.
- 31. Oktober: Die NASA teilt die Entdeckung zweier Monde, Nix und Hydra, des Zwergplaneten Pluto in unserem Sonnensystem mit, die einige Zeit zuvor mit dem Hubble-Weltraumteleskop gelungen ist.
- Oktober/November: Mercedes stellt eine weiterentwickelte Brennstoffzelle im Forschungsfahrzeug F600 Hygenius vor.
- 09. November: Die Raumsonde Venus Express startet zum Planeten Venus.
- 25. November: Der bislang größte Stromausfall in der Geschichte Deutschlands ereignet sich im Münsterland, besonders betroffen ist Ochtrup.
- 28. Dezember: Der erste Satellit des Europäischen Navigationssystems Galileo wird im All ausgesetzt.

### Kultur und Gesellschaft
- 01. Januar: Cork ist neue Kulturhauptstadt Europas.
- 30. Januar: In der ARD wird die 1000. Folge der Serie Lindenstraße ausgestrahlt.
- Februar: Der Wald der Nationen wird eingeweiht.
- 06. März: Mehrere Täter stehlen aus einem Hotel im norwegischen Moss drei Werke Edvard Munchs. Die Polizei kann die Diebe einen Tag später dingfest machen.
- 11. März: Konstantin Weckers Musical Ludwig² hat in Füssen Premiere.
- 28. April bis 9. Oktober: Bundesgartenschau in München
- 07. Mai: Eröffnung des Kunst/Designmuseums MARTa Herford
- 21. Mai: Eröffnung der Jugendkirche Jona, erste Jugendkirche des Bistums Limburg in St. Bonifatius, Frankfurt-Sachsenhausen[1],

in der Folge 26. Juni: Jugendkirche Kana in Maria-Hilf in Wiesbaden
und am 17. Juli die Jugendkirche Crossover in St. Hildegard in Limburg an der Lahn.
- 11. Juni: Eröffnung des Museo d’Arte Contemporanea Donna Regina in Neapel
- 09. Juli: Uraufführung von Michael Flatleys Celtic Tiger
- 15. Juli: Der Limes wird von der UNESCO als Weltkulturerbe akzeptiert.
- 31. Juli: Ende der Übergangszeit der neuen Rechtschreibung
- 17. August: Peter Lustig verkündet das Ende seiner Karriere und geht in Rente.
- 29. August: I Can’t Relax in Deutschland
- 16. September: Mit der Festnahme des gesuchten Camorra-Bosses Paolo Di Lauro gelingt der italienischen Polizei in Neapel ein Schlag gegen die organisierte Kriminalität.
- 01. Oktober: Harry Potter und der Halbblutprinz erscheint auf Deutsch.
- 26. Oktober: Offizielle Eröffnung des von Coop Himmelb(l)au entworfenen Erweiterungsbaus der Akademie der Bildenden Künste München
- 30. Oktober: Mehr als 60 Jahre nach ihrer Zerstörung wird die wiederaufgebaute Dresdner Frauenkirche ihrer religiösen Bestimmung als Gotteshaus übergeben.
- 17. November: Harry Potter und der Feuerkelch kommt ins Kino (siehe auch Filmjahr 2005).
- 27. November: Feierliche Einweihung des Lucas-Cranach-d.-Ä.-Denkmals im Cranachhof der Lutherstadt Wittenberg
- 04. Dezember: Dernière des Musicals Elisabeth im Theater an der Wien
- 21. Dezember: Eröffnung der rekonstruierten Kreisgrabenanlage von Goseck aus dem 5. Jahrtausend v. Chr.
- 21. Dezember: Unter den homosexuellen Paaren, die am erstmöglichen Tag in Großbritannien eine Eingetragene Partnerschaft eingehen, befindet sich Popstar Elton John mit seinem Partner David Furnish.

#### Musik

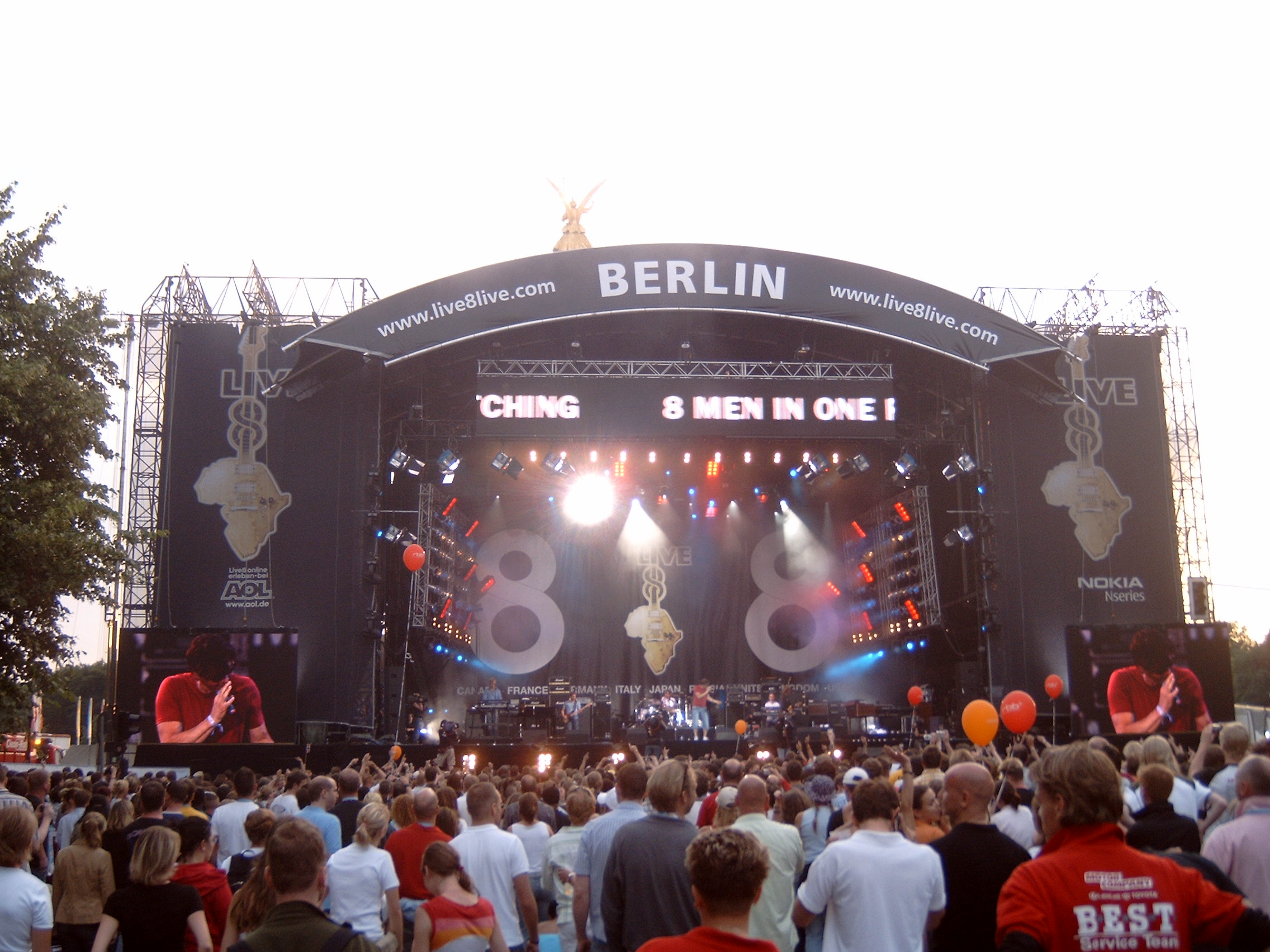
Das Live-8-Konzert von Berlin

- Elena Paparizou gewinnt am 21. Mai in Kiew mit dem Lied My Number One für Griechenland die 50. Auflage des Eurovision Song Contest.
- 02. Juli: weltumspannendes Rockkonzert Live 8
- Auflösung der Band Guano Apes.
- Die französische Sängerin Ilona Mitrecey bringt den Nummer-eins-Hit Un Monde Parfait heraus. Und das gleichnamige Album Ilona wird über Super RTL auch in Deutschland veröffentlicht.
- Die Band Böhse Onkelz löst sich, nach 25 Jahren, nach einem letzten zweitägigen Konzert am EuroSpeedway Lausitz auf.
- Green Day geben im Juni in England an zwei Tagen ihr größtes Konzert: In Milton Keynes kommen an beiden Tagen je 65.000 Zuschauer.
- New Order veröffentlichen ihr letztes Studioalbum Waiting for the Sirens' Call.
- Die Band Jonas Brothers wird gegründet.

Siehe auch: Nummer-eins-Hits 2005 in  Australien, Belgien, Dänemark, Deutschland, Finnland, Frankreich, Irland, Italien, Japan, Kanada, Mexiko, Neuseeland, den Niederlanden, Norwegen, Österreich, Polen, Portugal, Rumänien, Schweden, der Schweiz, Spanien, Südkorea, Ungarn, den Vereinigten Staaten und im Vereinigten Königreich.

### Sport

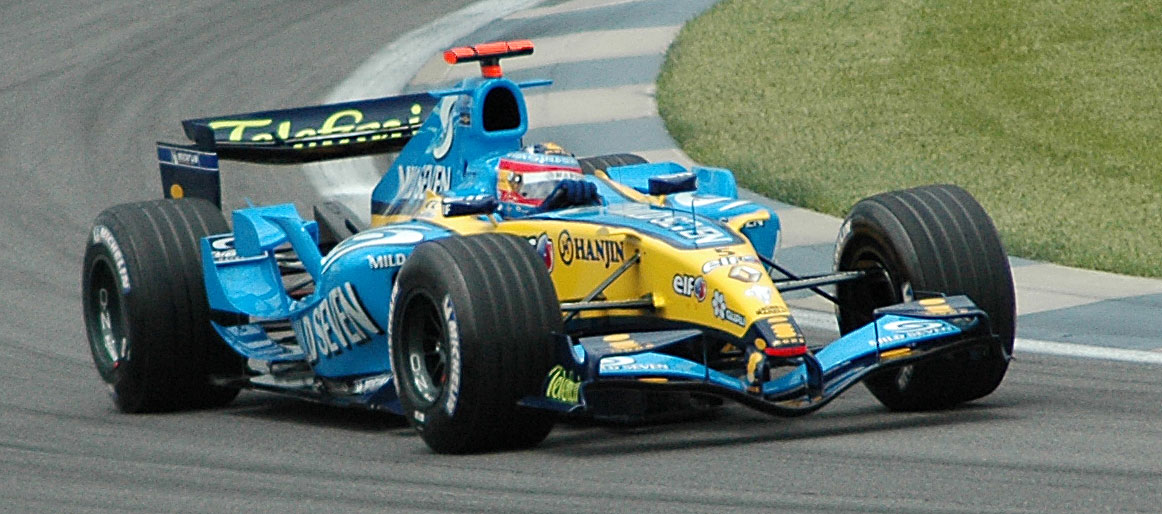
Alonso in seinem Renault

- Zum Tanz des Jahres wurde der Samba erklärt
- DFB-Pokalsieger: Männer: FC Bayern München, Frauen: 1. FFC Turbine Potsdam
- 22. Januar: Manny Paquiao, der einzige Weltmeister in acht Gewichtsklassen, absolviert in Sablayan seinen ersten Kampf als Profi.
- 27. Januar: Der Berliner Fußball-Schiedsrichter Robert Hoyzer gesteht, Spielbegegnungen durch Entscheidungen manipuliert zu haben, um Wettbetrug zu ermöglichen. Der Fußball-Wettskandal 2005 kommt in Gang.
- 07. Februar: Die Britin Ellen MacArthur wird im Einhandsegeln schnellste Weltumseglerin.
- 06. März bis 16. Oktober: Austragung der 56. Formel-1-Weltmeisterschaft
- 16. März: Der 1. FSV Mainz 05 wird 100 Jahre alt.
- 10. April bis 6. November: Austragung der 57. FIM-Motorrad-Straßenweltmeisterschaft
- 19. April: Die Eisbären Berlin besiegen im dritten Finale der Deutschen Eishockey Liga die Adler Mannheim mit 4:1 und sichern sich damit den ersten gesamtdeutschen Meistertitel seit der deutschen Wiedervereinigung 1990.
- 30. April bis 15. Mai: Eishockey-Weltmeisterschaft in Wien und Innsbruck. Tschechien besiegt im Finale Kanada mit 3:0. Russland wird Dritter nach einem 6:3-Sieg über Schweden
- 03. Mai: Arminia Bielefeld wird 100 Jahre alt
- 18. Mai: ZSKA Moskau gewinnt das UEFA-Pokal Finale gegen Sporting Lissabon 3:1 in Lissabon
- 25. Mai: Der FC Liverpool gewinnt das Finale der UEFA Champions League in Istanbul mit 6:5 nach Elfmeterschießen gegen den AC Mailand
- 29. Juni: Mit 4:1 gewinnt Brasilien den Konföderationen-Pokal gegen Argentinien in Deutschland. Deutschland gewinnt das Spiel um Platz 3 gegen Mexiko mit 4:3 n. V. in Leipzig. Der Konföderationen-Pokal wird erstmals in Deutschland ausgetragen.

Der Konföderationen-Pokal wird erstmals in Deutschland ausgetragen.

- 02. Juli bis 24. Juli: Lance Armstrong gewinnt die Tour de France zum 7. Mal in Folge.
- 06. Juli: Das Internationale Olympische Komitee (IOC) hat in Singapur entschieden, dass in London die XXX. Olympischen Spiele 2012 stattfinden werden.
- 22. Juli: Die Russin Jelena Gadschijewna Issinbajewa überwindet als erste Frau im Stabhochsprung die Höhe von fünf Metern.
- 03. August: Sven Hannawald gibt das Ende seiner Skisprungkarriere bekannt.
- 25. September: Valentino Rossi gewinnt zum fünften Mal die MotoGP-Weltmeisterschaft.
- 25. September: Fernando Alonso wird zum ersten Mal Formel-1-Weltmeister.
- 26. November: Mit einem Heißluftballon fährt der indische Millionär Vijaypat Singhania auf eine bis dahin unerreichte Höhe von 21.291 Meter. Am selben Tag wird Diego Matias Hypólito der erste brasilianische Weltmeister im Kunstturnen.
- Kuba holt zum neunten Mal in Folge Gold bei der Baseball-Weltmeisterschaft

### Katastrophen
Das Jahr 2005 wurde von verschiedenen Organisationen als „Jahr der Katastrophen“ bezeichnet.
Kleinere Unglücksfälle sind in den Unterartikeln von Katastrophe und in der Liste von Katastrophen aufgeführt.
- 13. Februar: Nach schweren Unwettern und einem Bruch des Shakidor-Damms in Baluchistan (Pakistan) werden mindestens 350 Menschen getötet.
- 14. Februar: Eine Schlagwetterexplosion in 242 Metern Tiefe führt im Kohlebergwerk Sunjiawan in der chinesischen Provinz Liaoning zu 214 Toten. 336 Bergleute können nach dem Bergwerksunglück gerettet werden.
- 22. Februar: Erdbeben der Stärke 6,4 mit Epizentrum in Sarand (Iran). Mehr als 420 Tote, 1.000 Verletzte
- 22. Februar: Nach anhaltenden Schneefällen werden bei mehreren Lawinen im pakistanischen und indischen Teils Kaschmirs sowie Afghanistan mehr als 1.000 Menschen getötet.
- 23. März Explosion in einer Ölraffinerie im US-Bundesstaat Texas. Es gibt 14 Tote und mehr als 100 Verletzte.
- 28. März: Erdbeben der Stärke 8,7 vor der Küste Nord-Sumatras. Etwa 1.300 Tote und mehrere hundert Verletzte. In Erinnerung an das verheerende Seebeben vom 26. Dezember 2004 bricht in weiten Teilen der Region Panik aus.
- 13. Juli: Bei einem Zugunglück in Süd-Pakistan, in das insgesamt drei Züge verwickelt sind, sterben mindestens 120 Menschen, mehrere hundert werden verletzt.
- 14. August: Absturz des Helios-Airways-Flugs 522 mit 115 Passagieren und sechs Besatzungsmitgliedern an Bord vor Athen. Alle Insassen sterben.
- 16. August: Ein kolumbianisches Passagierflugzeug der West Caribbean Airways mit 160 Menschen an Bord stürzt in Venezuela ab. Es gibt keine Überlebenden.
- 29. August: Der Hurrikan Katrina erreicht die US-Bundesstaaten Louisiana und Mississippi. In New Orleans kommt es zu schweren Überflutungen.
- 1. September: Taifun Talim tötet etwa 105 Menschen in China und Taiwan und richtet größere Verwüstung an.
- 5. September: Nur Sekunden nach dem Start im indonesischen Medan stürzt die Boeing 737-200 des Mandala Airlines Flugs 91 auf eine Wohnsiedlung hinter dem Flughafen von Medan. 101 von 117 Menschen an Bord und 47 weitere am Boden kommen ums Leben.
- 24. September: Der Hurrikan Rita erreicht mit Windgeschwindigkeiten von 200 km/h die texanische Küste und richtet Schäden von mindestens acht Milliarden US-Dollar an. Zwei bis drei Millionen Küstenbewohner haben sich in Sicherheit gebracht.
- 08. Oktober: Ein Erdbeben der Stärke 7,6 nordöstlich von Islamabad (Pakistan) richtet schwere Verwüstungen an, mindestens 80.000 Tote allein im pakistanischen Teil von Kaschmir. Auch Indien und Afghanistan sind betroffen.
- 22. Oktober: Etwa 20 Meilen nördlich von Lagos stürzt eine Boeing 737-200, der Bellview Airlines ab. Während der Startphase hatte es starke Gewitter gegeben. Alle 117 Insassen kommen um.

## Geboren

### Januar
- 04. Januar: Dafne Keen, britische Schauspielerin und Kinderdarstellerin
- 11. Januar: Linda Schablowski, deutsche Schauspielerin
- 13. Januar: Iker Bravo, spanischer Fußballspieler
- 14. Januar: Oleksandra Merkuschyna, ukrainische Biathletin
- 18. Januar: Benedetta Pilato, italienische Schwimmerin
- 20. Januar: Liam Harvey, schottischer Fußballspieler
- 21. Januar: IShowSpeed, US-amerikanischer YouTuber und Streamer

### Februar
- 04. Februar: Zidan Sertdemir, dänischer Fußballspieler
- 06. Februar: Jacob Danquah, deutscher Fußballspieler
- 06. Februar: Zak O’Sullivan, britischer Automobilrennfahrer
- 10. Februar: Manuel Santos Gelke, deutscher Schauspieler
- 14. Februar: Jaden Eikermann, deutscher Wasserspringer
- 15. Februar: Nicolas Bechtel, US-amerikanischer Schauspieler

### März
- 03. März: Miles Caton, US-amerikanischer Musiker und Schauspieler
- 06. März: Tim Drexler, deutscher Fußballspieler
- 09. März: Elisabeth Bocock, US-amerikanische Skirennläuferin
- 12. März: Eya Guezguez, tunesische Regattaseglerin († 2022)
- 12. März: Sarra Guezguez, tunesische Regattaseglerin
- 17. März: Nelson Weiper, deutsch-albanischer Fußballspieler
- 23. März: Magdalena Matschina, deutsche Rennrodlerin
- 26. März: Ella Anderson, US-amerikanische Kinderdarstellerin

### April
- 01. April: Tim Offerhaus, deutscher Schauspieler
- 04. April: Filippo Farioli, italienischer Motorradrennfahrer
- 07. April: Allie Sherlock, irische Musikerin
- 14. April: Dean Huijsen, niederländisch-spanischer Fußballspieler
- 15. April: Enzo Trulli, italienischer Automobilrennfahrer
- 26. April: Noah Dettwiler, Schweizer Motorradrennfahrer
- 27. April: Mathys Tel, französischer Fußballspieler
- 29. April: Johannes Aigner, österreichischer Skirennläufer und Behindertensportler
- 30. April: Paul Walcher, österreichischer Nordischer Kombinierer

### Mai
- 02. Mai: Jak Crawford, US-amerikanischer Automobilrennfahrer
- 08. Mai: Oliver Bearman, britischer Automobilrennfahrer
- 11. Mai: Gwyneth ten Raa, luxemburgische Skirennläuferin
- 12. Mai: Wiktorija Listunowa, russische Turnerin
- 14. Mai: Anastassija Gorodko, kasachische Freestyle-Skierin
- 16. Mai: Marleen Quentin, deutsche Filmschauspielerin und Kinderdarstellerin
- 19. Mai: Jack Gore, US-amerikanischer Schauspieler
- 20. Mai: Mathilda Smidt, deutsche Schauspielerin

### Juni
- 01. Juni: Rashed Nawaf, katarischer Tennisspieler
- 05. Juni: Fabio Chiarodia, italienisch-deutscher Fußballspieler
- 07. Juni: Wijaleta Bardsilouskaja, belarussische Trampolinturnerin
- 11. Juni: Timo Eder, deutscher Turner
- 12. Juni: Senna Agius, australischer Motorradrennfahrer
- 13. Juni: David Rygl, tschechischer Skispringer
- 14. Juni: Tamara Smart, britische Schauspielerin
- 17. Juni: Funa Nakayama, japanische Skateboarderin
- 23. Juni: Phillis Lara Lau, deutsche Schauspielerin
- 28. Juni: Tom Bischof, deutscher Fußballspieler

### Juli
- 13. Juli: Laurena Marisol Lehrich, deutsche Schauspielerin
- 16. Juli: Lia Böhme, deutsche Skispringerin
- 20. Juli: Jakob Kulbin, estnischer Biathlet
- 21. Juli: Lina Kozomara, Schweizer Freestyle-Skierin
- 24. Juli: Jung Dae-yoon, südkoreanischer Freestyle-Skier
- 28. Juli: Valentin Abt, deutscher Handballspieler
- 28. Juli: Sina Arnet, Schweizer Skispringerin

### August
- 01. August: Larissa Felber, deutsche Kinderdarstellerin
- 01. August: Julia Tannheimer, deutsche Biathletin
- 04. August: Karina Schönmaier, deutsche Turnerin
- 06. August: Matthew Brennan, britischer Radrennfahrer
- 08. August: Johannes Pölz, österreichischer Skispringer
- 10. August: Rameshbabu Praggnanandhaa, indischer Schachgroßmeister
- 11. August: Maurice Krattenmacher, deutscher Fußballspieler
- 14. August: Ahsan Ramzan, pakistanischer Snookerspieler
- 15. August: Cornelia Öhlund, schwedische Skirennläuferin
- 18. August: Marlon Heidel, deutscher Schauspieler
- 19. August: Omar Megeed, deutsch-ägyptischer Fußballspieler
- 22. August: Phillip Tonn, deutscher Motorradrennfahrer

### September
- 02. September: Jimi Klemettinen, finnischer Biathlet
- 02. September: Joshua Whatley, britischer Motorradrennfahrer
- 04. September: Martina Zanitzer, italienische Skispringerin und Nordische Kombiniererin
- 11. September: Chen Yuxi, chinesische Wasserspringerin
- 21. September: Craig Moore, schottischer Fußballspieler
- 22. September: Julian Bojko, ukrainischer Snookerspieler

### Oktober
- 05. Oktober: Adina Machwirth, deutsche Taekwondoin
- 15. Oktober: Christian zu Dänemark, dänischer Thronfolger
- 19. Oktober: Liu Qingyi, chinesische Breakdancerin
- 19. Oktober: Fabian Schmutzler, deutscher Dartspieler
- 21. Oktober: Voldiya Galmace-Paulin, französische Biathletin
- 22. Oktober: Anna Dulce, moldawische Sportschützin
- 28. Oktober: Humberto Maier, brasilianischer Motorradrennfahrer
- 29. Oktober: José Antonio Rueda, spanischer Motorradrennfahrer
- 31. Oktober: Leonor von Spanien, spanische Infantin

### November
- 11. November: Ben Doak, schottischer Fußballspieler
- 12. November: Zhou Yaqin, chinesische Turnerin
- 15. November: Matija Legović, kroatischer Biathlet
- 16. November: Mariam Mamadaschwili, georgische Sängerin
- 24. November: Marija Igorewna Kusmina, russische Nordische Kombiniererin
- 28. November: Lennox Lehmann, deutscher Motorradrennfahrer

### Dezember
- 11. Dezember: Arijon Ibrahimović, deutsch-kosovarischer Fußballspieler
- 17. Dezember: Inka Hämäläinen, finnische Biathletin
- 23. Dezember: Paul Wanner, deutsch-österreichischer Fußballspieler
- 24. Dezember: Emil Zeil, deutscher Fußballspieler
- 25. Dezember: Oleksij Sereda, ukrainischer Wasserspringer
- 31. Dezember: Leighton Bennett, englischer Dartspieler

### Tag unbekannt
- Carlotta Bähre, deutsche Schauspielerin
- Julian Emanuel Becker, deutscher Organist, Pianist und Komponist
- Maj Borchardt, deutsche Schauspielerin
- Ruby M. Lichtenberg, deutsche Schauspielerin
- Daan Lennard Liebrenz, deutscher Schauspieler
- Tristán López, deutscher Schauspieler
- Mikke Rasch, deutscher Schauspieler
- Luis Vorbach, deutscher Schauspieler
- Nela Mała, polnische Autorin und Reisereporterin

## Gestorben
Dies ist eine Liste der bedeutendsten Persönlichkeiten, die 2005 verstorben sind. Für eine ausführlichere Liste siehe Nekrolog 2005.

### Januar

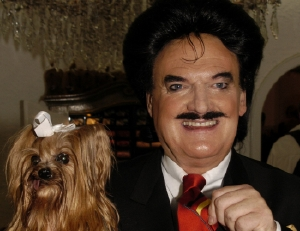
Rudolph Moshammer (1940–2005)

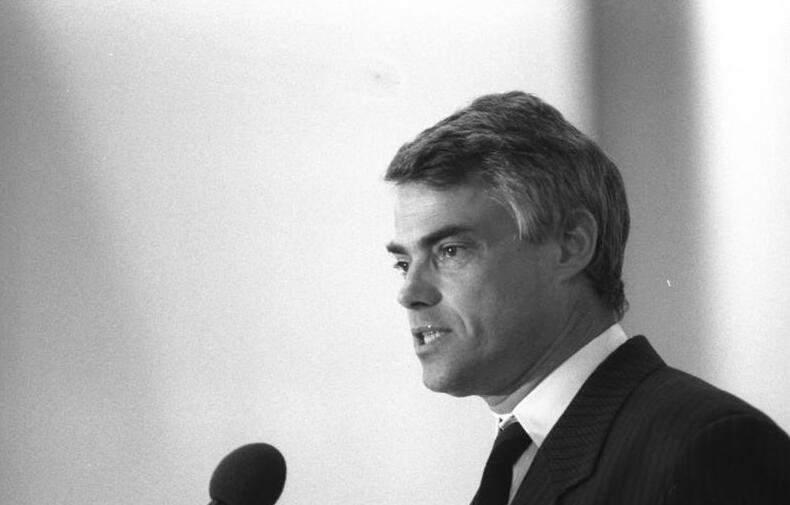
Hansjoachim Walther (1939–2005)

- 01. Januar: Shirley Chisholm, US-amerikanische Politikerin (* 1924)
- 01. Januar: Bernhard Petruschke, deutscher Motorradrennfahrer (* 1910)
- 01. Januar: Willem Scholten, niederländischer Politiker (* 1927)
- 02. Januar: Charles Paul Wilp, deutscher Werbefachmann, Künstler, Fotograf und Regisseur (* 1932)
- 05. Januar: Alain Peltier, belgischer Automobilrennfahrer (* 1948)
- 06. Januar: Tarquinio Provini, italienischer Motorradrennfahrer (* 1933)
- 07. Januar: Rosemary Kennedy, Schwester von John F. Kennedy (* 1918)
- 08. Januar: Margarethe Bacher, deutsche Sterneköchin (* 1934)
- 08. Januar: Song Renqiong, chinesischer Politiker (* 1909)
- 10. Januar: Joséphine-Charlotte, Großherzogin von Luxemburg (* 1927)
- 11. Januar: Fabrizio Meoni, italienischer Motorradrennfahrer (* 1957)
- 12. Januar: Manfred Fuhrmann, deutscher Altphilologe (* 1925)
- 14. Januar: Rudolph Moshammer, deutscher Modemacher (* 1940)
- 16. Januar: Klaus Jepsen, deutscher Schauspieler und Synchronsprecher (* 1936)
- 16. Januar: Gudrun Wegner, deutsche Schwimmerin (* 1955)
- 17. Januar: Hansjoachim Walther, deutscher Politiker (* 1939)

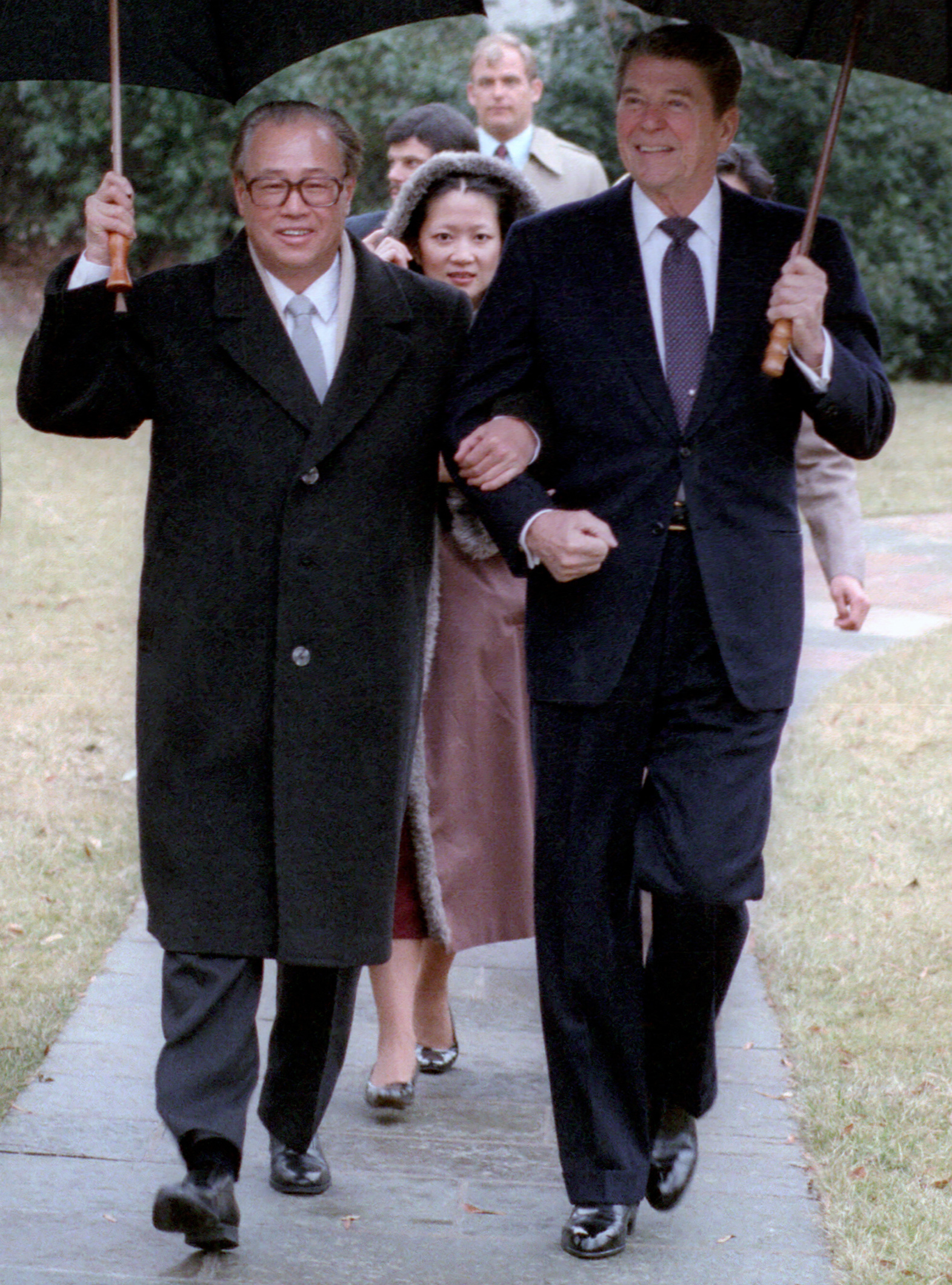
Zhao Ziyang (links) und US-Präsident Ronald Reagan, 1984

- 17. Januar: Zhao Ziyang, chinesischer Reformpolitiker (* 1919)
- 18. Januar: Donald Hadfield, kanadischer Organist, Chorleiter und Kirchenmusiker (* 1931)
- 19. Januar: Anita Kulcsár, ungarische Handballspielerin (* 1976)
- 19. Januar: Egon Wagenknecht, deutscher Forst- und Jagdwissenschaftler (* 1908)
- 20. Januar: Per Borten, norwegischer Ministerpräsident (* 1913)
- 23. Januar: Johnny Carson, US-amerikanischer Showmaster und Moderator (* 1925)
- 25. Januar: Ray Peterson, US-amerikanischer Rock-’n’-Roll-Sänger (* 1939)
- 25. Januar: Nettie Witziers-Timmer, niederländische Leichtathletin und Olympiasiegerin (* 1923)
- 27. Januar: Eddie Burks, US-amerikanischer Bluesmusiker (* 1931)
- 27. Januar: Franz-Karl Effenberg, österreichischer Politiker (* 1948)
- 28. Januar: Karen Lancaume, französische Schauspielerin (* 1973)
- 29. Januar: Ephraim Kishon, israelischer Satiriker und Autor (* 1924)
- 29. Januar: Cora Santa Cruz, chilenische Sängerin, Pianistin und Schauspielerin (* 1907)
- 31. Januar: Otto Höpfner, deutscher Hörfunk- und Fernsehmoderator (* 1924)

### Februar

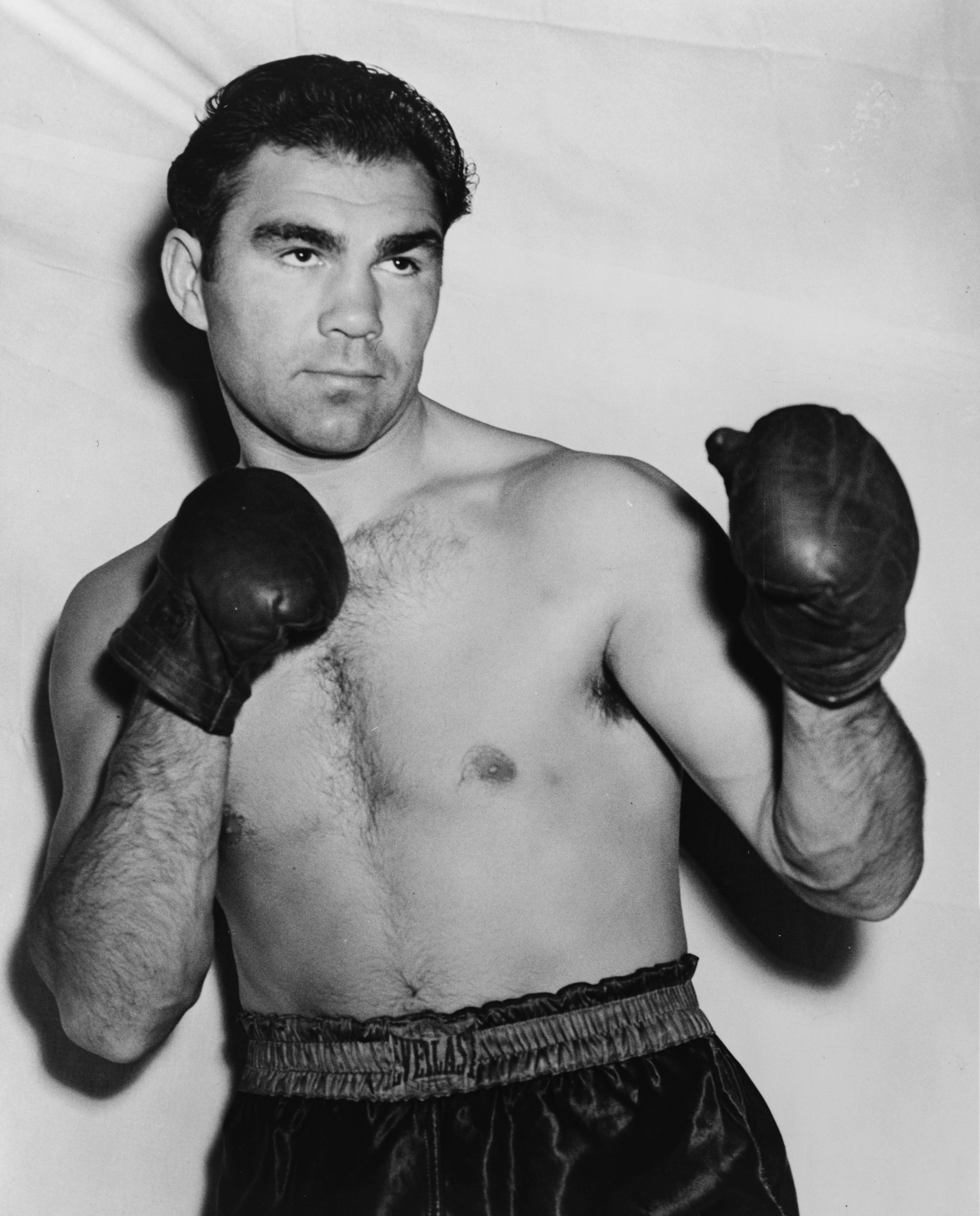
Max Schmeling (1905–2005)

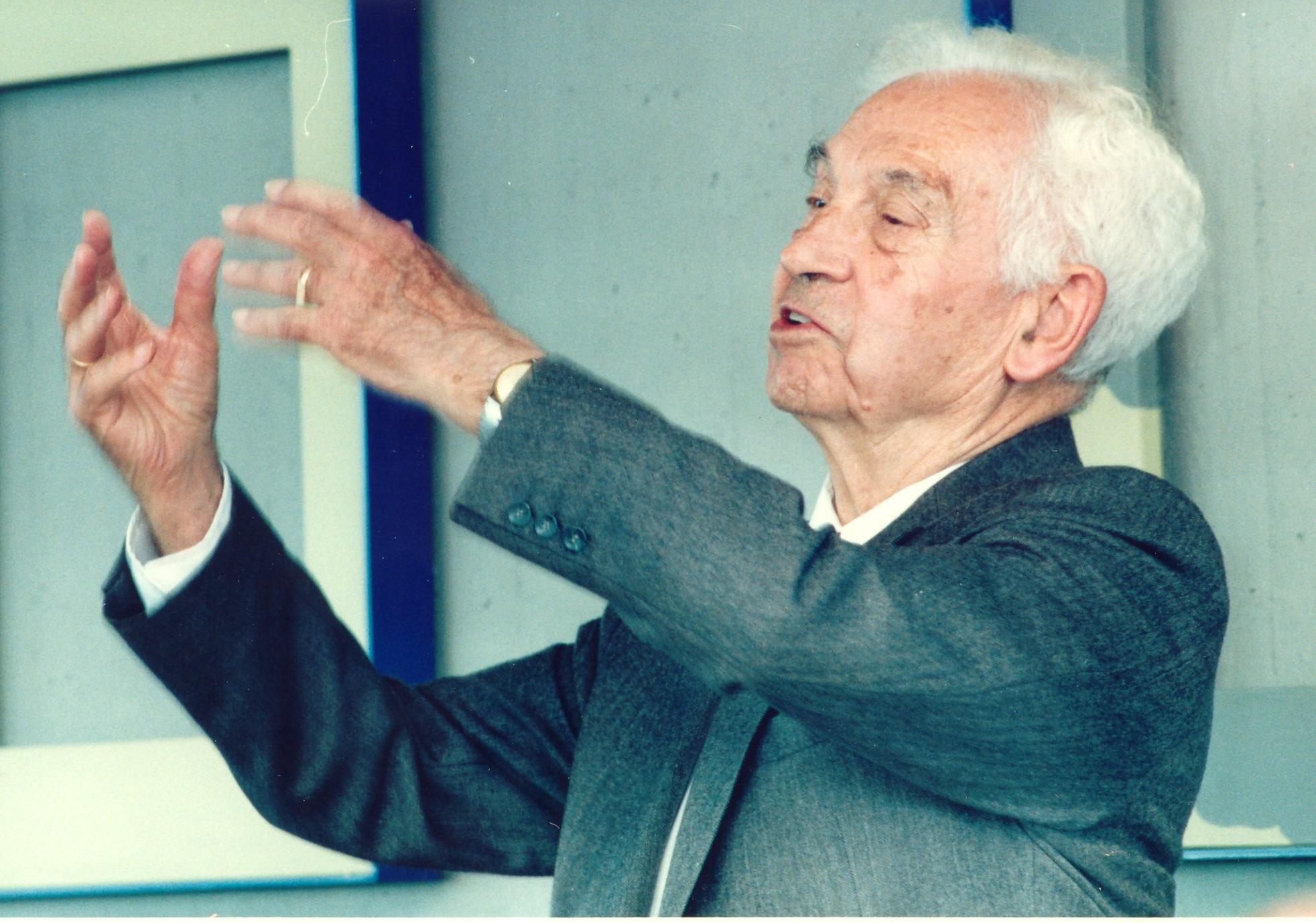
Ernst Mayr (1904–2005)

- 01. Februar: Anderl Heckmair, deutscher Bergführer und Alpinist (* 1906)
- 01. Februar: Jean-Pierre Warner, britischer Jurist und Generalanwalt am EuGH (* 1924)
- 02. Februar: Christoph Eidens, deutscher Jazzvibraphonist (* 1958)
- 02. Februar: Max Schmeling, deutscher Schwergewichtsboxer (* 1905)
- 03. Februar: Ernst Mayr, deutsch-amerikanischer Evolutionsbiologe (* 1904)
- 03. Februar: Surab Schwania, georgischer Politiker (* 1963)
- 05. Februar: Sven Agge, schwedischer Biathlet (* 1925)
- 05. Februar: Gnassingbé Eyadéma, togoischer Staatspräsident (* 1935)
- 06. Februar: Elbert N. Carvel, US-amerikanischer Politiker (* 1910)
- 07. Februar: Nedžad Botonjič, slowenischer Fußballspieler (* 1977)
- 07. Februar: Olav Hanssen, deutscher lutherischer Theologe, Pädagoge und Autor (* 1915)
- 07. Februar: Jean-Louis Leuba, Schweizer evangelischer Geistlicher und Hochschullehrer (* 1912)
- 07. Februar: Lasar Nikolow, bulgarischer Komponist (* 1922)
- 08. Februar: Gaston Rahier, belgischer Motocrossfahrer (* 1947)
- 09. Februar: Heribert Klein, deutscher Journalist und Organist (* 1957)
- 10. Februar: Jean Cayrol, französischer Autor und Verleger (* 1911)
- 10. Februar: Arthur Miller, US-amerikanischer Schriftsteller (* 1915)
- 13. Februar: Maurice Trintignant, französischer Automobilrennfahrer (* 1917)
- 13. Februar: Fritz Deumlich, deutscher Geodät (* 1923)
- 15. Februar: Emmanuela Aichinger, deutsche Äbtissin des Klosters Tettenweis (* 1917)
- 15. Februar: Edgar Jarratt Applewhite, US-amerikanischer Schriftsteller (* 1919)
- 16. Februar: Nicole DeHuff, US-amerikanische Schauspielerin (* 1975)
- 16. Februar: Nariman Sadiq, letzte Königin von Ägypten und des Sudan (* 1933)
- 16. Februar: Marcello Viotti, italienischer Dirigent (* 1954)
- 17. Februar: Omar Sívori, argentinisch-italienischer Fußballspieler und -trainer (* 1935)
- 18. Februar: Harald Szeemann, Schweizer Ausstellungsmacher (* 1933)
- 20. Februar: Rachel Bissex, US-amerikanische Folksängerin und Singer-Songwriterin (* 1956)
- 20. Februar: Hunter S. Thompson, US-amerikanischer Schriftsteller (* 1937)
- 21. Februar: Stefi Ákos, ungarische Sängerin (* 1919)
- 21. Februar: Ernest Vandiver, US-amerikanischer Politiker (* 1918)
- 22. Februar: Honoré Bonnet, französischer Alpinskitrainer (* 1919)
- 22. Februar: Lee Eun-ju, südkoreanische Schauspielerin (* 1980)

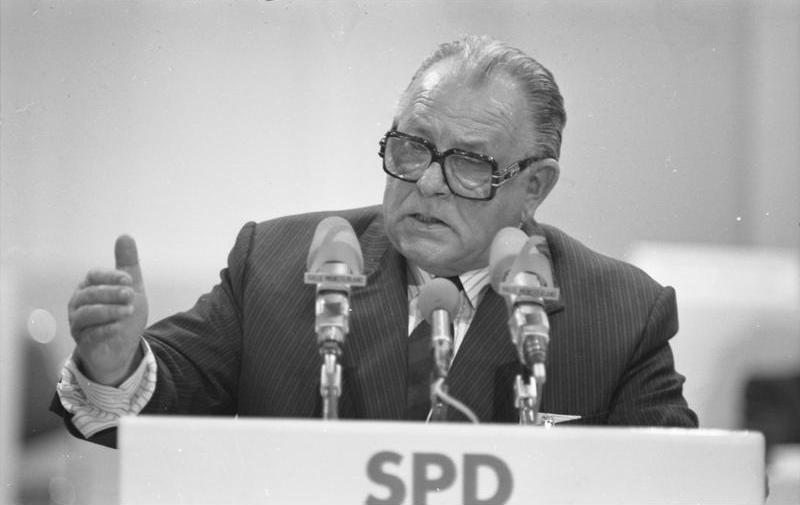
Hans-Jürgen Wischnewski, 1988

- 24. Februar: Hans-Jürgen Wischnewski, deutscher Politiker (* 1922)
- 24. Februar: Jochen Bleicken, deutscher Althistoriker (* 1926)
- 28. Februar: Édouard Stern, französischer Bankier und Financier (* 1954)
- 000Februar: Norman Culpan, britischer Automobilrennfahrer (* 1906)

### März
- 01. März: Peter Zvi Malkin, Mossad-Agent (* 1927)
- 02. März: Ivan Parík, slowakischer Komponist (* 1936)
- 03. März: Rinus Michels, niederländischer Fußballtrainer (* 1928)
- 03. März: Guylaine St-Onge, kanadische Schauspielerin (* 1965)
- 04. März: Jurij Krawtschenko, ukrainischer Politiker (* 1951)
- 05. März: Morris Engel, US-amerikanischer Fotograf, Kameramann, Drehbuchautor und Regisseur (* 1918)
- 06. März: Hans Bethe, deutscher Physiker und Nobelpreisträger (* 1906)
- 08. März: Larry Bunker, US-amerikanischer Jazzschlagzeuger (* 1928)
- 08. März: Brigitte Mira, deutsche Schauspielerin, Kabarettistin und Chanson-Sängerin (* 1910)
- 09. März: István Nyers, ungarischer Fußballspieler (* 1924)
- 09. März: Tsukamoto Kunio, japanischer Lyriker (* 1920)
- 10. März: Danny Joe Brown, US-amerikanischer Musiker (* 1951)
- 11. März: Stanley Grenz, US-amerikanischer Theologe und Ethiker (* 1950)
- 13. März: Gustav Hertzfeldt, deutscher Politiker, Journalist und Diplomat (* 1928)
- 13. März: Joachim von Seydlitz-Kurzbach, deutscher Brigadegeneral Angehöriger des Bundesnachrichtendienstes (* 1911)
- 13. März: Yoshihisa Taira, japanisch-französischer Komponist (* 1937)
- 15. März: Don Durant, US-amerikanischer Schauspieler und Sänger (* 1932)
- 16. März: Arciso Artesiani, italienischer Motorradrennfahrer (* 1922)
- 17. März: Lalo Guerrero, US-amerikanischer Sänger, Gitarrist und Songwriter (* 1916)
- 19. März: Werner Jackstädt, deutscher Unternehmer, Mäzen und Stiftungsgründer (* 1925)
- 19. März: Knox Ramsey, US-amerikanischer American-Football-Spieler (* 1926)

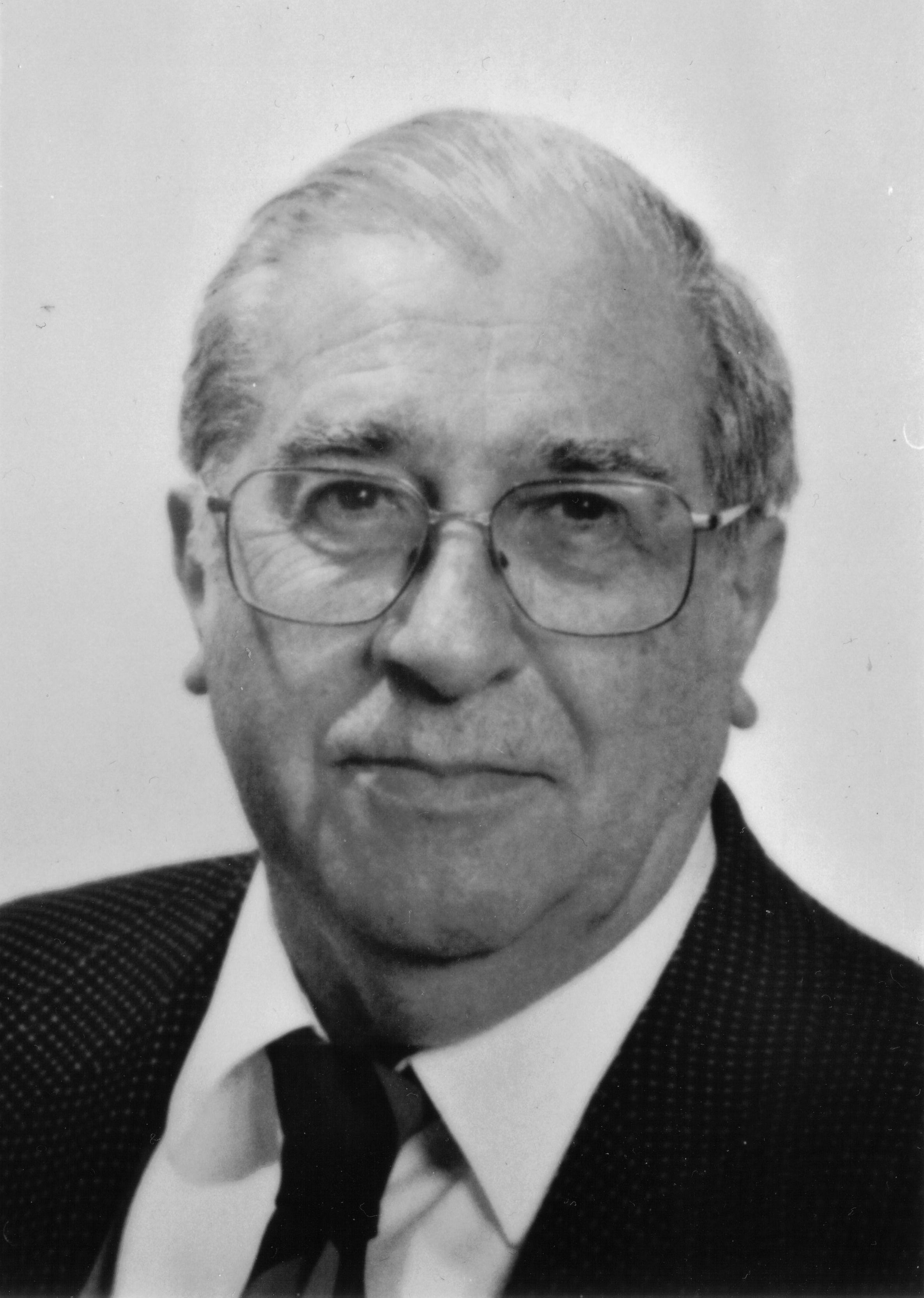
Günter Felke (1929–2005)

- 22. März: Günter Felke, deutscher Unternehmer und Kulturförderer (* 1929)
- 23. März: Leona Rostenberg, US-amerikanische Buchantiquarin und Historikerin (* 1908)
- 24. März: Gilles Aillaud, französischer Maler, Grafiker, Bühnenbildner und Autor (* 1928)
- 24. März: Volker Bigl, deutscher Mediziner (* 1942)
- 24. März: Johannes Conrad, deutscher Satiriker, Schriftsteller und Schauspieler (* 1929)
- 24. März: Mercedes Pardo, venezolanische Malerin (* 1921)
- 26. März: Gert Augst, deutscher Kirchenmusiker (* 1927)

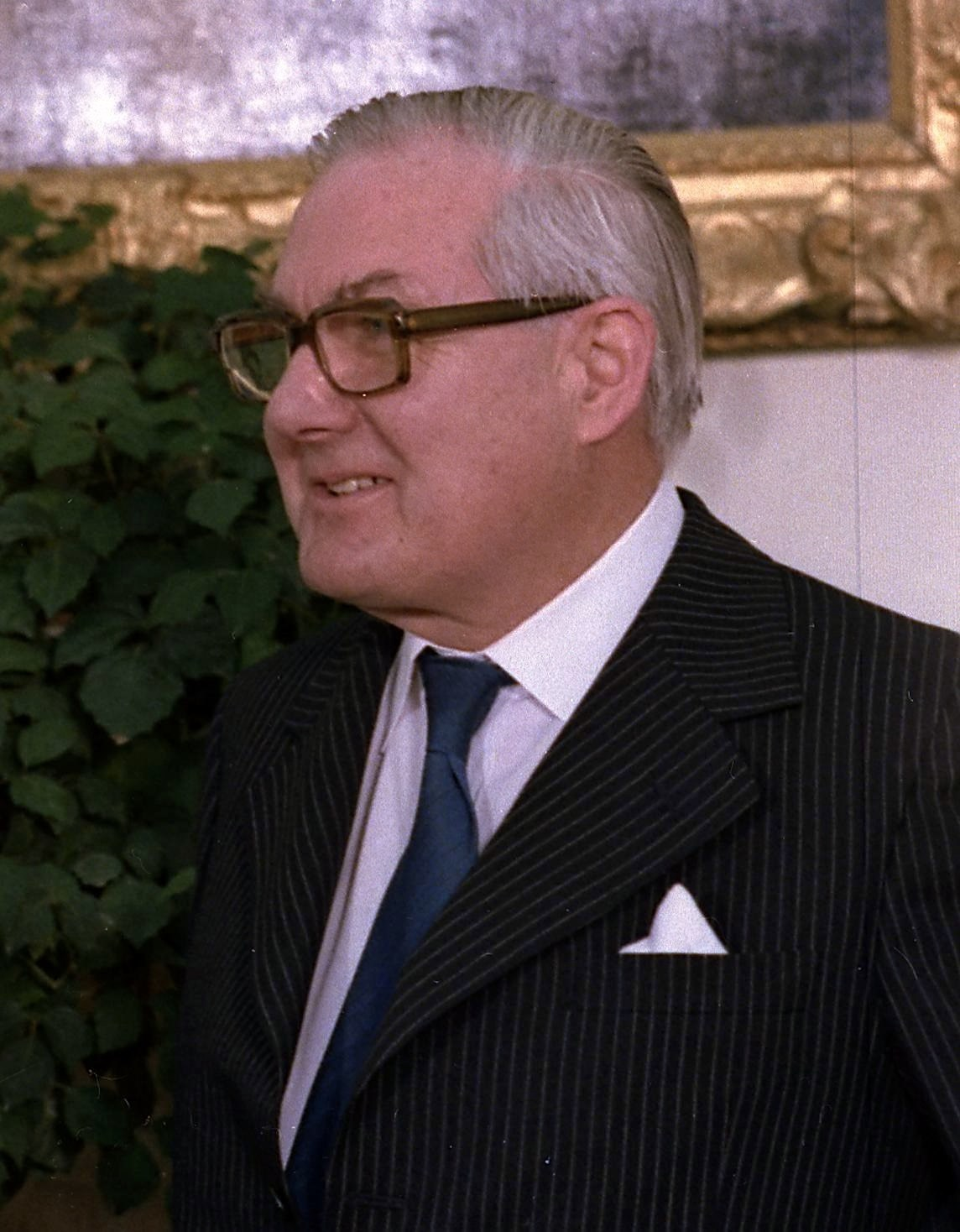
James Callaghan (1912–2005)

- 26. März: James Callaghan, britischer Politiker und ehemaliger Premierminister (* 1912)
- 28. März: Moura Lympany, englische Pianistin (* 1916)
- 28. März: Gerhard Schmatz, deutscher Bergsteiger (* 1929)
- 29. März: Miltos Sachtouris, griechischer Lyriker (* 1919)
- 29. März: Giorgos Sisilianos, griechischer Komponist (* 1920)
- 30. März: Derrick Plourde, US-amerikanischer Schlagzeuger, Mitglied der Bands Lagwagon und The Ataris (* 1971)
- 31. März: Stanley Sadie, britischer Musikwissenschaftler (* 1930)

### April

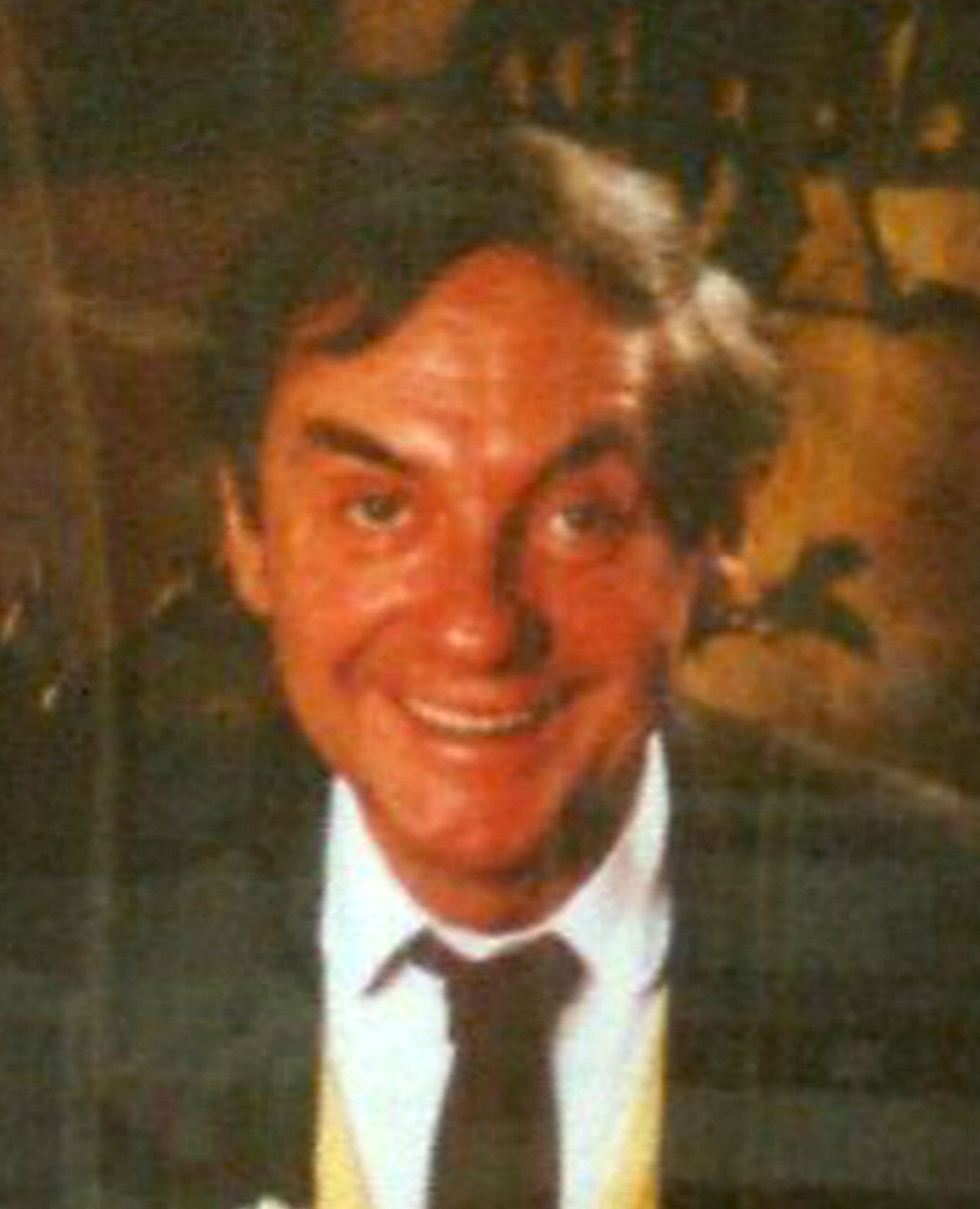
Harald Juhnke

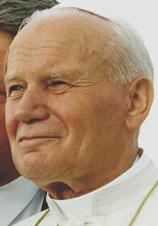
Johannes Paul II. (1920–2005)

- 01. April: Alexander Brott, kanadischer Komponist, Dirigent, Violinist und Musikpädagoge (* 1915)
- 01. April: Harald Juhnke, deutscher Entertainer (* 1929)
- 01. April: Thomas Kling, deutscher Lyriker (* 1957)
- 02. April: Johannes Paul II., Papst (* 1920)
- 02. April: Marie Louise Fischer, deutsche Schriftstellerin (* 1922)
- 02. April: Alois Vogel, österreichischer Schriftsteller (* 1922)
- 03. April: Francesco De Leonibus, italienischer Autorennfahrer (* 1933)
- 03. April: Wolf Klaußner, deutscher Schriftsteller und Übersetzer (* 1930)
- 05. April: Saul Bellow, US-amerikanischer Schriftsteller (* 1915)

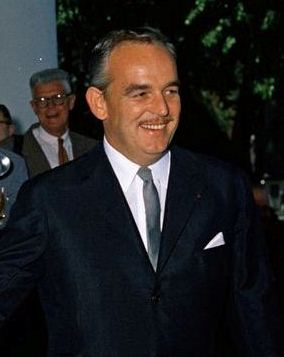
Fürst Rainier, 1961

- 06. April: Rainier III., Fürst von Monaco (* 1923)
- 07. April: Cliff Allison, britischer Formel-1-Rennfahrer (* 1932)
- 07. April: Grigoris Bithikotsis, griechischer Sänger (* 1922)
- 07. April: Max von der Grün, deutscher Schriftsteller (* 1926)
- 09. April: Jerzy Grzegorzewski, polnischer Theaterregisseur (* 1939)
- 09. April: Elsbeth Janda, deutsche Autorin und Kleinkunst-Interpretin (* 1923)
- 09. April: Jerrel Wilson, US-amerikanischer American-Football-Spieler (* 1941)
- 11. April: Anna Andersch-Marcus, deutsche Glasmalerin (* 1914)
- 11. April: Gerald „Jerry“ Byrd, US-amerikanischer Country-Sänger und Musiker (* 1920)
- 12. April: Barney Poole, US-amerikanischer American-Football-Spieler (* 1923)
- 13. April: Alessandro Assolari, italienischer Bischof (* 1928)
- 13. April: Robert Kirby, US-amerikanischer Automobilrennfahrer (* 1925)
- 14. April: Bernard Schultze, deutscher Maler der Kunstrichtung Informel (* 1915)
- 16. April: Volker Vogeler, deutscher Regisseur und Drehbuchautor (* 1930)
- 17. April: Hans Gruijters, niederländischer Politiker (* 1931)
- 18. April: Clarence Gaines, US-amerikanischer College-Basketballtrainer (* 1923)
- 19. April: Maurice Altenbach, Schweizer Musikpädagoge, Komponist und Cellist (* 1933)
- 21. April: Zhang Chunqiao, chinesischer Politiker (* 1917)

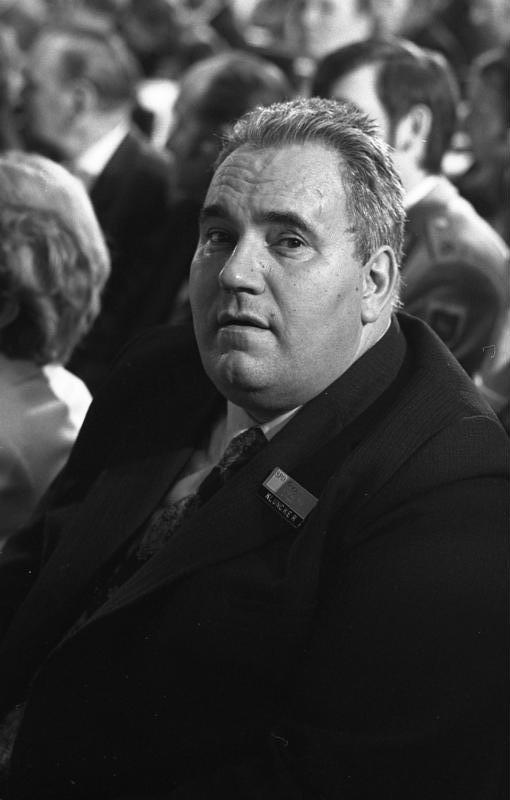
Heinz Kluncker (1925–2005)

- 21. April: Heinz Kluncker, deutscher Sozialdemokrat und Gewerkschaftsführer (ÖTV) (* 1925)
- 21. April: Kurt Rebmann, deutscher Jurist (* 1924)
- 22. April: Erika Fuchs, deutsche Übersetzerin (* 1906)
- 24. April: Ezer Weizmann, israelischer Politiker (* 1924)
- 25. April: Hermann Egner, deutscher Blasmusikkomponist (* 1947)
- 25. April: Hasil Adkins, US-amerikanischer Country-, Rock and Roll- und Blues-Musiker (* 1937)
- 26. April: Georges Anderla, französischer Wirtschaftswissenschaftler und Statistiker (* 1921)
- 26. April: Augusto Roa Bastos, paraguayischer Schriftsteller (* 1917)
- 26. April: Maria Schell, österreichisch-schweizerische Schauspielerin (* 1926)
- 27. April: Martin Wienbeck, deutscher Gastroenterologe (* 1936)

### Mai

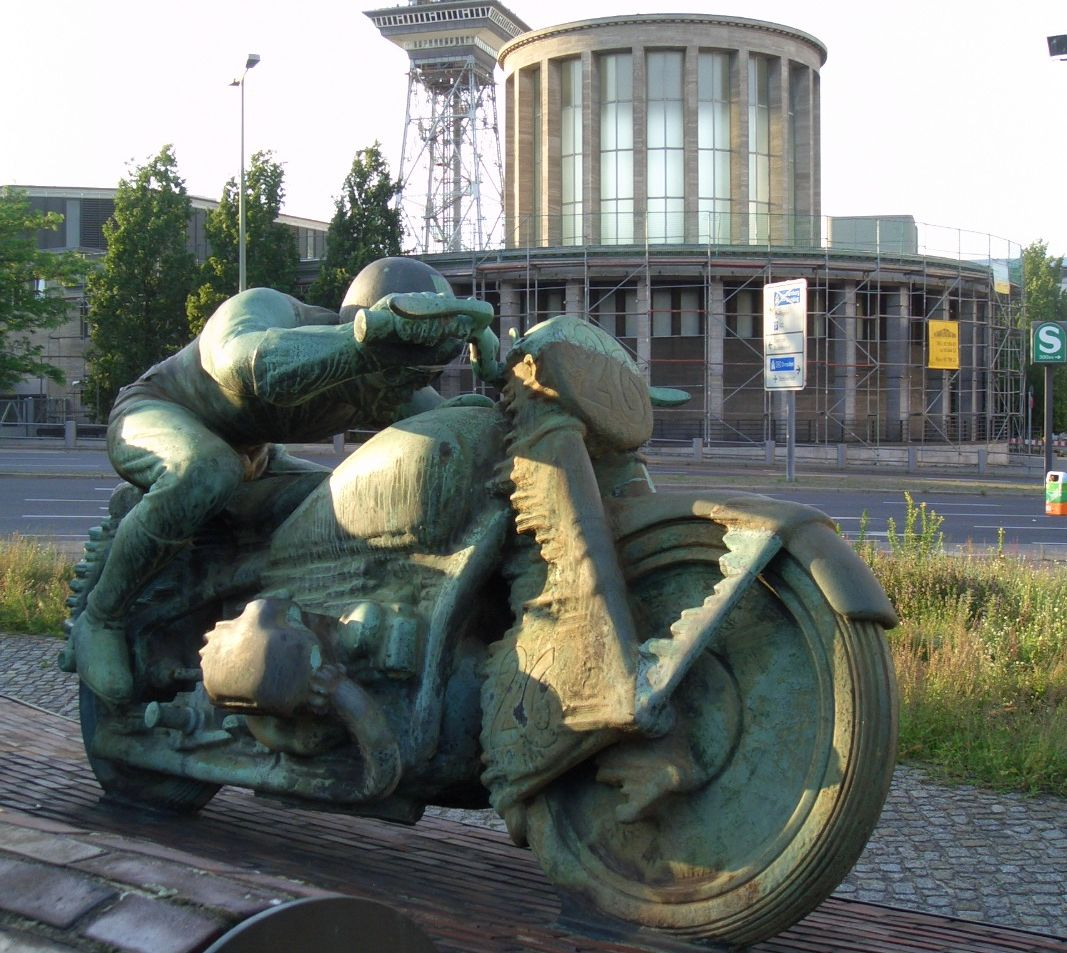
Ernst Jakob Henne (Denkmal) (1904–2005)

- 02. Mai: Robert Hunter, kanadischer Journalist, Autor und Politiker, Mitbegründer von Greenpeace (* 1941)
- 02. Mai: Wee Kim Wee, Staatspräsident von Singapur (* 1915)
- 03. Mai: Youhanna Fouad El-Hage, libanesischer Geistlicher, maronitischer Erzbischof von Tripoli (* 1939)
- 05. Mai: Christian Speck, Schweizer Politiker, SVP (* 1937)
- 06. Mai: Jost Gross, Schweizer Politiker, SP (* 1946)
- 06. Mai: Joe Grant, US-amerikanischer Comic-Autor bei Disney (* 1908)
- 07. Mai: Jean Carrière, französischer Schriftsteller (* 1928)
- 10. Mai: Otto Steiger, Schweizer Schriftsteller (* 1909)
- 16. Mai: Rudolf Liechtenhan der Jüngere, Schweizer Dramaturg und Ballettspezialist (* 1911)
- 17. Mai: Keiiti Aki, japanischer Geophysiker und Seismologe (* 1930)
- 19. Mai: John Arthur, südafrikanischer Boxer (* 1929)
- 21. Mai: Gerhard Möllhoff, deutscher Neurologe, Sozialmediziner und Psychiater (* 1922)
- 22. Mai: Ernst Jakob Henne, deutscher Motorradrennfahrer (* 1904)
- 22. Mai: Thurl Ravenscroft, US-amerikanischer Basssänger, Synchronsprecher und Schauspieler (* 1914)
- 24. Mai: Carl Amery, deutscher Schriftsteller (* 1922)
- 24. Mai: Manuel de Anchorena, argentinischer Diplomat (* 1933)
- 25. Mai: Dennis Eberhard, US-amerikanischer Komponist (* 1943)
- 26. Mai: Ruth Laredo, US-amerikanische Pianistin (* 1937)
- 26. Mai: Sangoulé Lamizana, burkinischer Politiker (* 1916)
- 31. Mai: Wuelfo Gutiérrez, kubanischer Sänger (* 1942)

### Juni

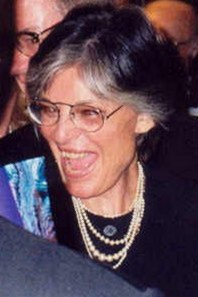
Anne Bancroft (1931–2005)

- 01. Juni: George Mikan, US-amerikanischer Basketballspieler (* 1924)
- 02. Juni: Isabel Aretz, argentinische Musikethnologin, Folkloristin und Komponistin (* 1909)
- 03. Juni: Leon Askin, österreichisch-amerikanischer Schauspieler, Schauspiellehrer, Regisseur, Drehbuchautor und Produzent (* 1907)
- 05. Juni: Kurt Graunke, deutscher Komponist und Dirigent (* 1915)
- 05. Juni: Wirot Nutaphand, thailändischer Militärangehöriger und Biologe (* 1932)
- 06. Juni: Anne Bancroft, US-amerikanische Schauspielerin und Oscar-Preisträgerin (* 1931)
- 06. Juni: Dana Elcar, US-amerikanischer Schauspieler (* 1927)
- 08. Juni: Erich Schmidt, deutscher Kirchenmusiker (* 1910)
- 09. Juni: Julia Palmer-Stoll, deutsche Schauspielerin (* 1984)
- 10. Juni: Yumiko Kurahashi, japanische Schriftstellerin (* 1935)
- 10. Juni: Joseph-Marie Raya, libanesischer Erzbischof (* 1916)
- 11. Juni: Juan José Saer, argentinischer Schriftsteller (* 1937)
- 12. Juni: Rul Bückle, deutscher Unternehmer, Pilot, Rekord- und Kampfflieger im Zweiten Weltkrieg (* 1925)
- 13. Juni: Álvaro Cunhal, portugiesischer Politiker (* 1913)
- 14. Juni: Johannes Beeskow, deutscher Designer, Karosseriebauer und Konstrukteur (* 1911)
- 18. Juni: J. J. Pickle, US-amerikanischer Politiker (* 1913)
- 19. Juni: Paul Affolter, Schweizer Zollbeamter (* 1917)
- 19. Juni: Adalbert Schmitt, deutscher Unternehmer und Gastronom (* 1932)
- 20. Juni: Jack Kilby, US-amerikanischer Ingenieur und Erfinder (* 1923)
- 24. Juni: Peter Heilbut, deutscher Musikpädagoge, Komponist und Pianist (* 1920)
- 24. Juni: Rudolf Jusits, österreichischer Schauspieler und Regisseur
- 25. Juni: Robert K. Killian, US-amerikanischer Politiker (* 1919)
- 27. Juni: Shelby Foote, US-amerikanischer Schriftsteller (* 1916)
- 27. Juni: Jiří Ropek, tschechischer Organist, Komponist und Musikpädagoge (* 1922)
- 29. Juni: Mikkel Flagstad, norwegischer Jazzsaxophonist und -klarinettist (* 1930)
- 30. Juni: Ermanno Cressoni, italienischer Architekt und Autodesigner (* 1939)
- 000Juni: Satoshi Anabuki, japanischer Jagdflieger (* 1921)

### Juli

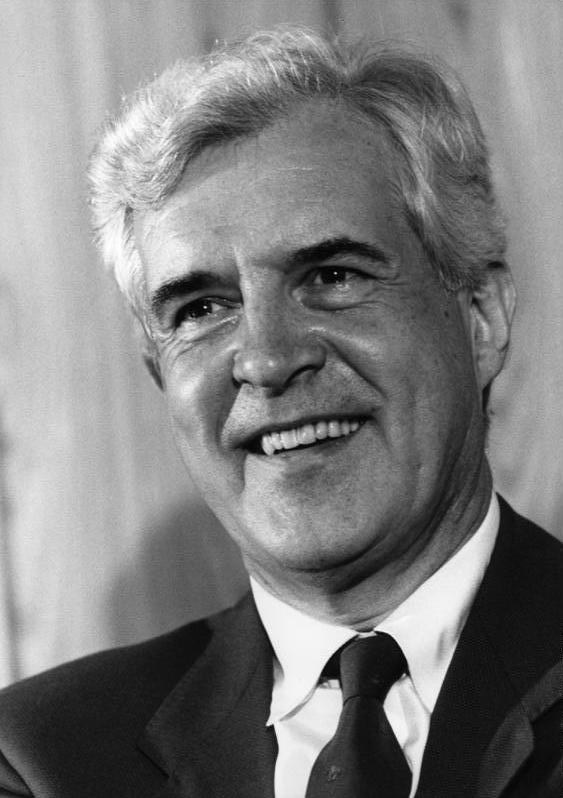
Peter Boenisch (1927–2005)

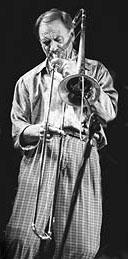
Albert Mangelsdorff (1928–2005)

- 01. Juli: Luther Vandross, US-amerikanischer Soul-Sänger (* 1951)
- 04. Juli: Hank Stram, US-amerikanischer American-Football-Trainer (* 1923)
- 05. Juli: Shirley Goodman, US-amerikanische R&B-Sängerin (* 1936)
- 07. Juli: Helmut Bläss, deutscher Theaterintendant, Regisseur und Schauspieler (* 1926)
- 08. Juli: Peter Boenisch, deutscher Journalist (* 1927)
- 11. Juli: Renate Rössing, deutsche Fotografin (* 1929)
- 14. Juli: Werner Eichhorn, deutscher Schauspieler (* 1922)
- 16. Juli: Margret Thomann-Hegner, deutsche Malerin und Graphikerin (* 1911)
- 16. Juli: Dieter Wellershoff, deutscher Militär, Generalinspekteur der Bundeswehr (* 1933)
- 17. Juli: Laurel Aitken, kubanischer Sänger und Songwriter (* 1927)
- 17. Juli: Geraldine Fitzgerald, irisch-amerikanische Film- und Theaterschauspielerin (* 1913)
- 17. Juli: Edward Heath, britischer Premierminister (* 1916)
- 17. Juli: Bobby Sisco, US-amerikanischer Country- und Rockabilly-Musiker (* 1932)
- 18. Juli: Jim Parker, US-amerikanischer American-Football-Spieler (* 1934)
- 19. Juli: Edward Bunker, US-amerikanischer Kriminalroman-Autor (* 1933)
- 20. Juli: James Doohan, kanadischer Schauspieler (* 1920)
- 21. Juli: Tamara Lund, finnische Opernsängerin und Schauspielerin (* 1941)
- 25. Juli: Albert Mangelsdorff, deutscher Jazzmusiker (* 1928)
- 26. Juli: Mario David, italienischer Fußballspieler und -trainer (* 1934)
- 29. Juli: Pat McCormick, US-amerikanischer Schauspieler und Comedy-Autor (* 1927)
- 29. Juli: Karlheinz Zoeller, deutscher Flötist (* 1928)
- 30. Juli: Pepe Jara, mexikanischer Sänger (* 1928)
- 30. Juli: Erni Singerl, bayerische Volksschauspielerin (* 1921)
- 31. Juli: Wim Duisenberg, niederländischer Politiker, Erster Präsident der Europäischen Zentralbank (* 1935)
- 31. Juli: Hans-Jürgen Imiela, deutscher Kunsthistoriker (* 1927)
- 31. Juli: Bernard Maury, französischer Jazzpianist, Arrangeur und Musikpädagoge (* 1943)
- 000Juli: Helmut Storch, deutscher Tierschützer und Storchenpfleger (* 1912)

### August

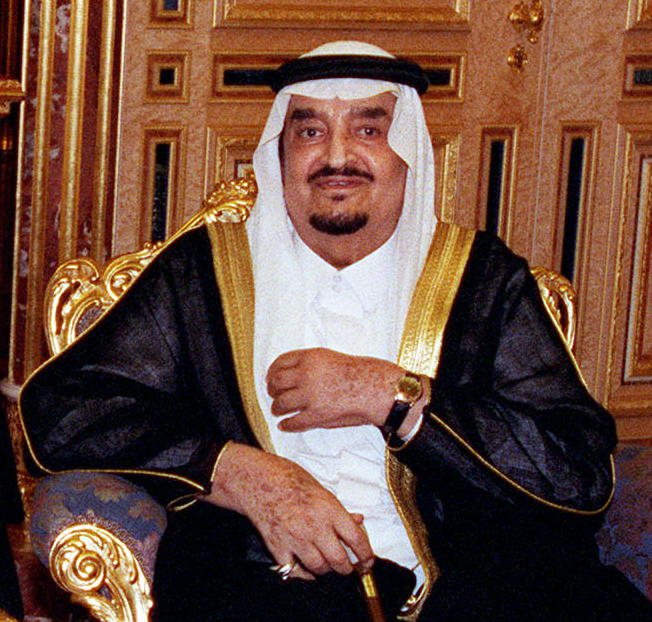
Fahd ibn Abd al-Aziz (1923–2005)

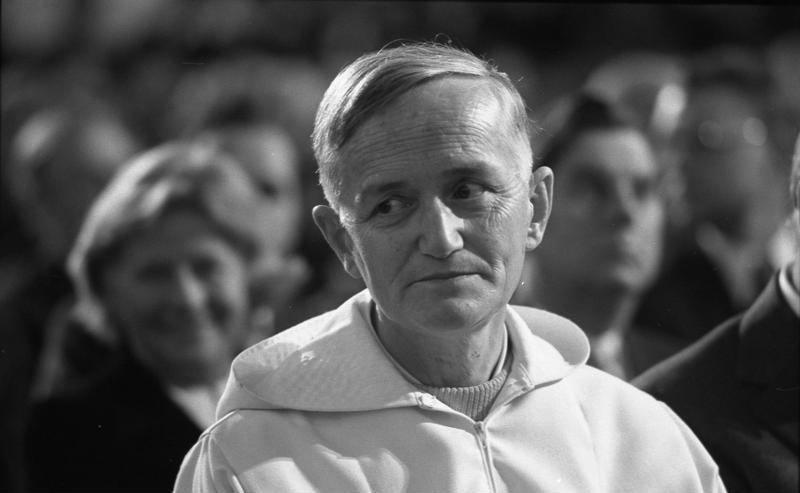
Frère Roger (1915–2005)

- 01. August: Constant Nieuwenhuys, niederländischer Künstler (* 1920)
- 01. August: Fahd ibn Abd al-Aziz, König von Saudi-Arabien (* 1921 oder 1923)
- 02. August: Solomon Wolf Zweigenhaft, Oberrabbiner von Hannover und Niedersachsen (* 1915)
- 03. August: Hans E. Schons, deutscher Schauspieler (* 1919)
- 03. August: Gert Fritz Unger, deutscher Schriftsteller (* 1921)
- 04. August: Little Milton, US-amerikanischer Blues-Gitarrist und Sänger (* 1934)
- 06. August: Robin Cook, britischer Politiker, Außenminister (* 1946)
- 06. August: Ibrahim Ferrer, kubanischer Sänger (Buena Vista Social Club) (* 1927)

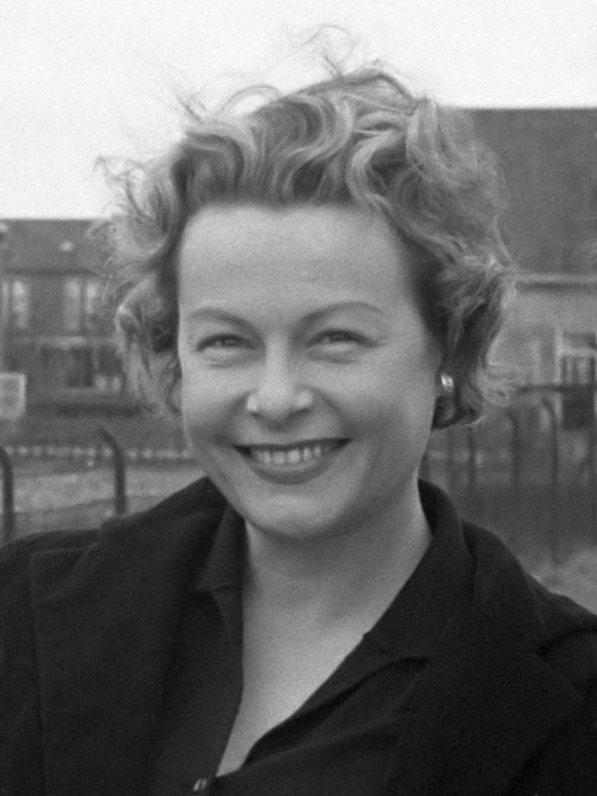
Ilse Werner, 1961

- 08. August: Ilse Werner, niederländisch-deutsche Schauspielerin, Sängerin, Kunstpfeiferin (* 1921)
- 08. August: Harald Winkel, deutscher Wirtschaftswissenschaftler, Historiker und Verleger (* 1931)
- 09. August: Colette Besson, französische Leichtathletin und Olympiasiegerin (* 1946)
- 10. August: Jaroslav Koutecký, tschechischer Chemiker (* 1922)
- 11. August: Alois Lugger, österreichischer Politiker (* 1912)
- 11. August: Manfred Korfmann, deutscher Archäologe (Troia) (* 1942)
- 11. August: Ted Radcliffe, US-amerikanischer Profi-Baseballspieler (* 1902)
- 12. August: Francy Boland, belgischer Jazz-Pianist und Arrangeur (* 1929)
- 12. August: Lakshman Kadirgamar, sri-lankischer Außenminister (* 1932)
- 13. August: David Lange, neuseeländischer Politiker (* 1942)
- 16. August: Tonino Delli Colli, italienischer Kameramann (* 1923)
- 16. August: Eva Renzi, deutsche Schauspielerin (* 1944)
- 16. August: Frère Roger Schutz, Schweizer Theologe, Gründer der ökumenischen Bruderschaft von Taizé (* 1915)
- 18. August: Martin Eckermann, deutscher Regisseur und Schauspieler (* 1930)

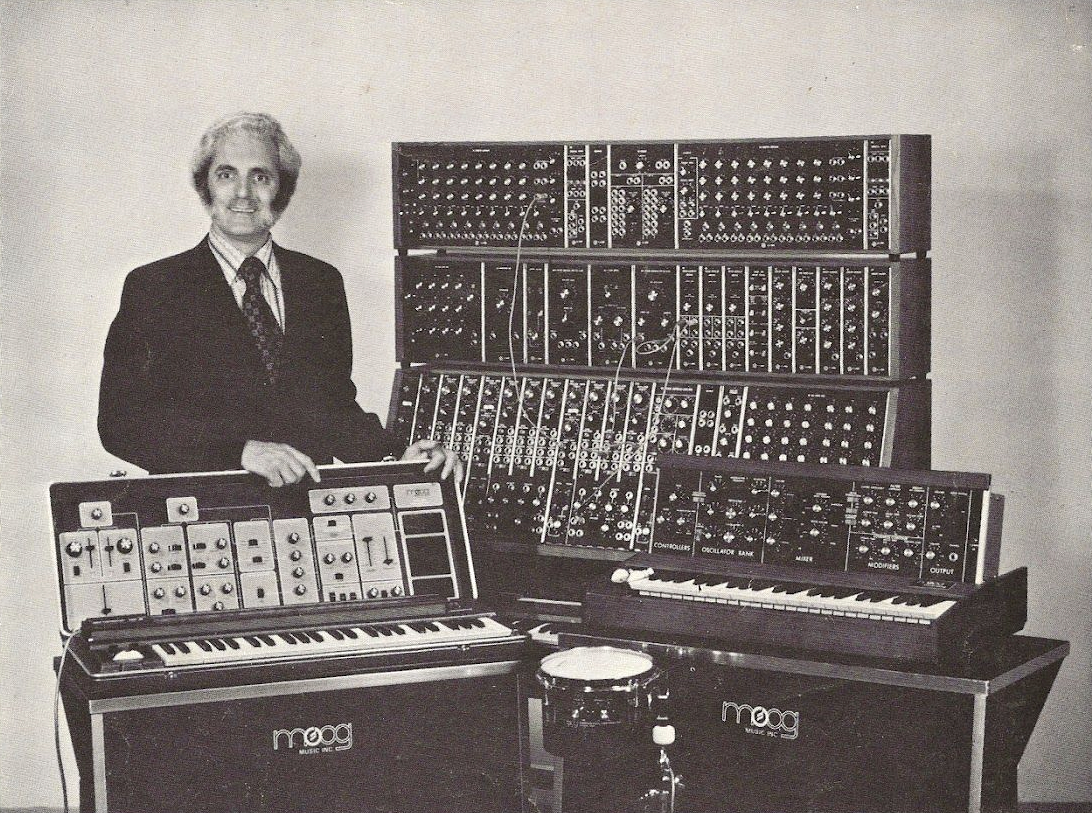
Robert Moog, 1970er

- 21. August: Robert Moog, US-amerikanischer Ingenieur, Erfinder des Moog-Synthesizers (* 1934)
- 22. August: Dieter Wolf, deutscher Verwaltungsjurist und Leiter des Bundeskartellamtes (* 1934)
- 23. August: Glenn Corneille, niederländischer Jazz- und Pop-Pianist (* 1970)
- 23. August: Brock Peters, US-amerikanischer Schauspieler und Sänger (* 1927)
- 25. August: Peter Glotz, deutscher Politiker, Publizist und Medienwissenschaftler (* 1939)
- 28. August: Hans Clarin, deutscher Schauspieler (* 1929)
- 30. August: James H. Scheuer, US-amerikanischer Politiker (* 1920)
- 31. August: Sophie Watillon, belgische Gambistin (* 1965)

### September

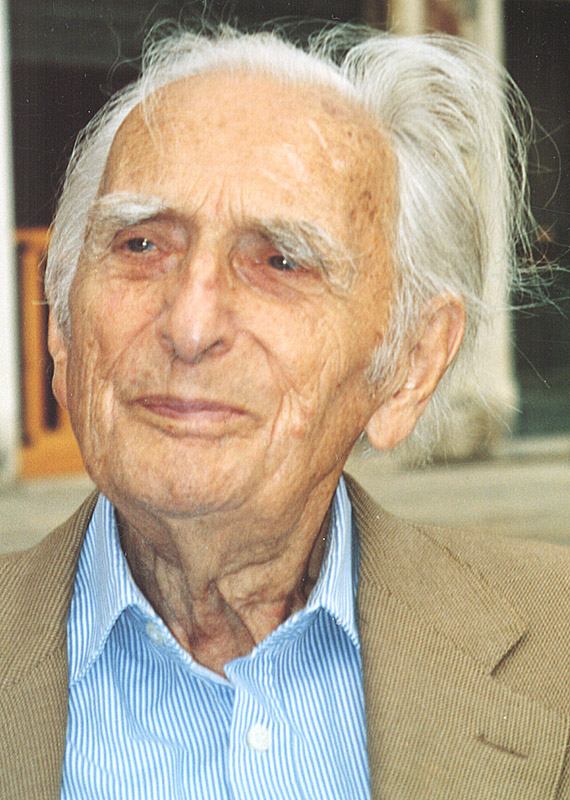
Erich Kuby (1910–2005)

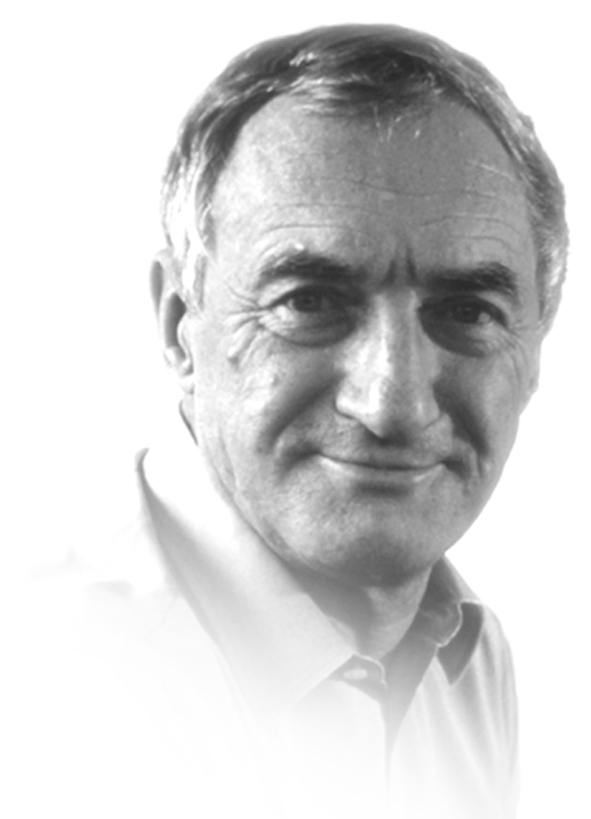
Rupert Riedl (1925–2005)

- 01. September: R. L. Burnside, US-amerikanischer Bluessänger (* 1926)
- 01. September: Nell I. Mondy, US-amerikanische Biochemikerin (* 1921)
- 01. September: Stefania Woytowicz, polnische Sängerin (* 1922)
- 03. September: Ekkehard Schall, deutscher Schauspieler (* 1930)
- 03. September: Fernando Távora, portugiesischer Architekt (* 1923)
- 04. September: Lloyd Avery II, US-amerikanischer Schauspieler (* 1969)
- 06. September: Jacques Dewez, französischer Unternehmer und Autorennfahrer (* 1926)
- 07. September: Mary Elizabeth Bayer, kanadische Kulturpolitikerin und Autorin (* 1925)
- 07. September: Ekkehard Schwartz, deutscher Forstwissenschaftler (* 1926)
- 08. September: Milena Hübschmannová, tschechische Indologin und Begründerin der tschechischen Romistik (* 1933)
- 10. September: Erich Kuby, deutscher Journalist und Schriftsteller (* 1910)
- 10. September: Marcel Perincioli, Schweizer Bildhauer (* 1911)
- 16. September: Harry Freedman, kanadischer Komponist, Englischhornist und Musikpädagoge (* 1922)
- 16. September: Jean Kerguen, französischer Automobilrennfahrer und Unternehmer (* 1925)
- 16. September: Rafael Alfaro Kotte, deutscher Akkordeonist und Komponist (* 1962)
- 17. September: Donn Clendenon, US-amerikanischer Baseballspieler (* 1935)
- 17. September: Jacques Lacarrière, französischer Schriftsteller (* 1925)
- 18. September: Luciano van den Berg, niederländischer Fußballprofi (* 1984)
- 18. September: Rupert Riedl, österreichischer Zoologe (* 1925)
- 20. September: Paul Arlt, US-amerikanischer Cartoonist und Maler (* 1914)
- 20. September: Simon Wiesenthal, österreichischer Architekt, Publizist, Schriftsteller, KZ-Überlebender (* 1908)
- 23. September: Peter Thom, deutscher Schauspieler (* 1935)
- 25. September: George Archer, US-amerikanischer Golfspieler (* 1939)
- 25. September: Georges Arvanitas, französischer Jazz-Pianist und Hammond-Orgel-Spieler (* 1931)
- 25. September: Lou Carter, US-amerikanischer Jazzpianist (* 1918)
- 28. September: Pol Bury, belgischer Maler und Bildhauer (* 1922)
- 29. September: Ivar Karl Ugi, deutsch-estnischer Chemiker (* 1930)

### Oktober

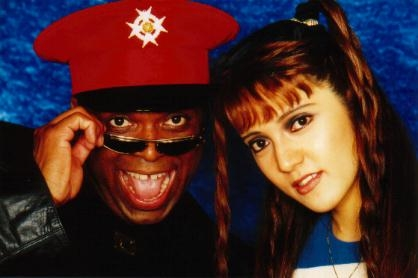
Franky Gee (1962–2005)

- 01. Oktober: Andrew Hedges, britischer Automobilrennfahrer (* 1935)
- 03. Oktober: Sarah Levy-Tanai, israelische Komponistin und Choreografin (* 1911)
- 04. Oktober: Florian Leis-Bendorff, deutscher Musiker (* 1969)
- 04. Oktober: Josef Siedler, baden-württembergischer Politiker (* 1913)
- 04. Oktober: Adrian Yates-Smith, britischer Automobilrennfahrer (* 1945)
- 06. Oktober: Warren Benson, US-amerikanischer Komponist, Perkussionist und Musikpädagoge (* 1924)
- 08. Oktober: Joachim Dalsass, Südtiroler Politiker (* 1926)
- 09. Oktober: Sergio Cervato, italienischer Fußballspieler (* 1929)
- 10. Oktober: Gardner Read, US-amerikanischer Komponist (* 1913)
- 11. Oktober: Stephen Kondaks, kanadischer Bratschist und Musikpädagoge (* 1919)
- 13. Oktober Helmut Walter, deutscher Brigadegeneral (* 1921)
- 13. Oktober: Wayne Weiler, US-amerikanischer Automobilrennfahrer (* 1934)
- 16. Oktober: Josef Bössner, österreichischer Bahnsportler (* 1934 oder 1935)
- 18. Oktober: Franz Schillinger, deutscher Komponist und Gitarrist (* 1964)
- 20. Oktober: Dan Anca, rumänischer Fußballspieler und -trainer (* 1947)
- 20. Oktober: Rudi Felgenheier, deutscher Motorradrennfahrer (* 1930)
- 22. Oktober: Arman, französischer Objektkünstler (* 1928)
- 22. Oktober: Franky Gee, US-amerikanischer Sänger und Rapper (* 1962)
- 24. Oktober: José Simón Azcona del Hoyo, Staatspräsident von Honduras (* 1927)
- 24. Oktober: Rosa Parks, US-amerikanische Bürgerrechtlerin (* 1913)
- 26. Oktober: Józef Patkowski, polnischer Komponist, Musikwissenschaftler und -pädagoge (* 1929)
- 29. Oktober: Robert Gerle, US-amerikanischer Geiger und Musikpädagoge ungarischer Herkunft (* 1924)
- 30. Oktober: Gordon A. Craig, US-amerikanischer Historiker (* 1913)
- 31. Oktober: Helmut Brennicke, deutscher Schauspieler, Regisseur, Hörspielsprecher, Schauspiellehrer und Autor (* 1918)

### November

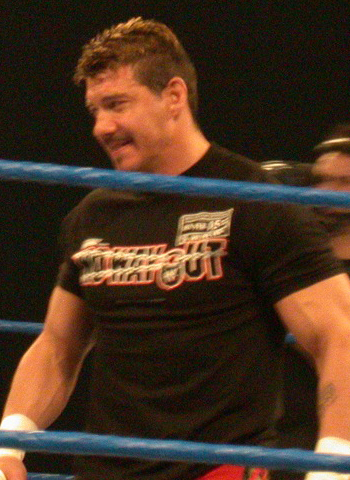
Eddie Guerrero (1967–2005)

- 02. November: Ferruccio Valcareggi, italienischer Fußballspieler und -trainer (* 1919)
- 03. November: Aenne Burda, deutsche Verlegerin (* 1909)
- 05. November: Link Wray, US-amerikanischer Rockgitarrist (* 1929)
- 06. November: Dick Hutcherson, US-amerikanischer Automobilrennfahrer (* 1931)
- 09. November: K. R. Narayanan, indischer Politiker (* 1920)
- 09. November: Alfred Söllner, deutscher Rechtswissenschaftler, Richter des Bundesverfassungsgerichts (* 1930)
- 11. November: Cornelis Soeteman, niederländischer Germanist (* 1912)
- 13. November: Vine Deloria Jr., indianischer Autor und Aktivist (* 1933)
- 13. November: Eddie Guerrero, mexikanischer Profi-Wrestler (* 1967)
- 15. November: Hanne Haller, deutsche Schlagersängerin (* 1950)
- 16. November: Henry Taube, US-amerikanischer Chemiker und Nobelpreisträger kanadischer Herkunft (* 1915)
- 17. November: Arthur Blank, Schweizer Autorennfahrer (* 1933)
- 18. November: Klaus Volkenborn, deutscher Filmregisseur und Filmproduzent (* 1945)
- 19. November: Bruno Bonhuil, französischer Motorradrennfahrer (* 1960)
- 22. November: Frank Gatski, US-amerikanischer American-Football-Spieler (* 1922)
- 24. November: Pat Morita, US-amerikanischer Schauspieler (* 1932)
- 25. November: George Best, nordirischer Fußballspieler (* 1946)
- 25. November: Richard Burns, britischer Rallyefahrer (* 1971)
- 26. November: Dieter Krieg, deutscher Künstler (* 1937)
- 27. November: William S. Hatcher, US-amerikanischer Mathematiker, Philosoph und Bahai-Theologe (* 1935)
- 27. November: Franz Schönhuber, deutscher Journalist, Politiker und Autor (* 1923)
- 28. November: Hermann Arnold, deutscher Medizinalbeamter (* 1912)

### Dezember

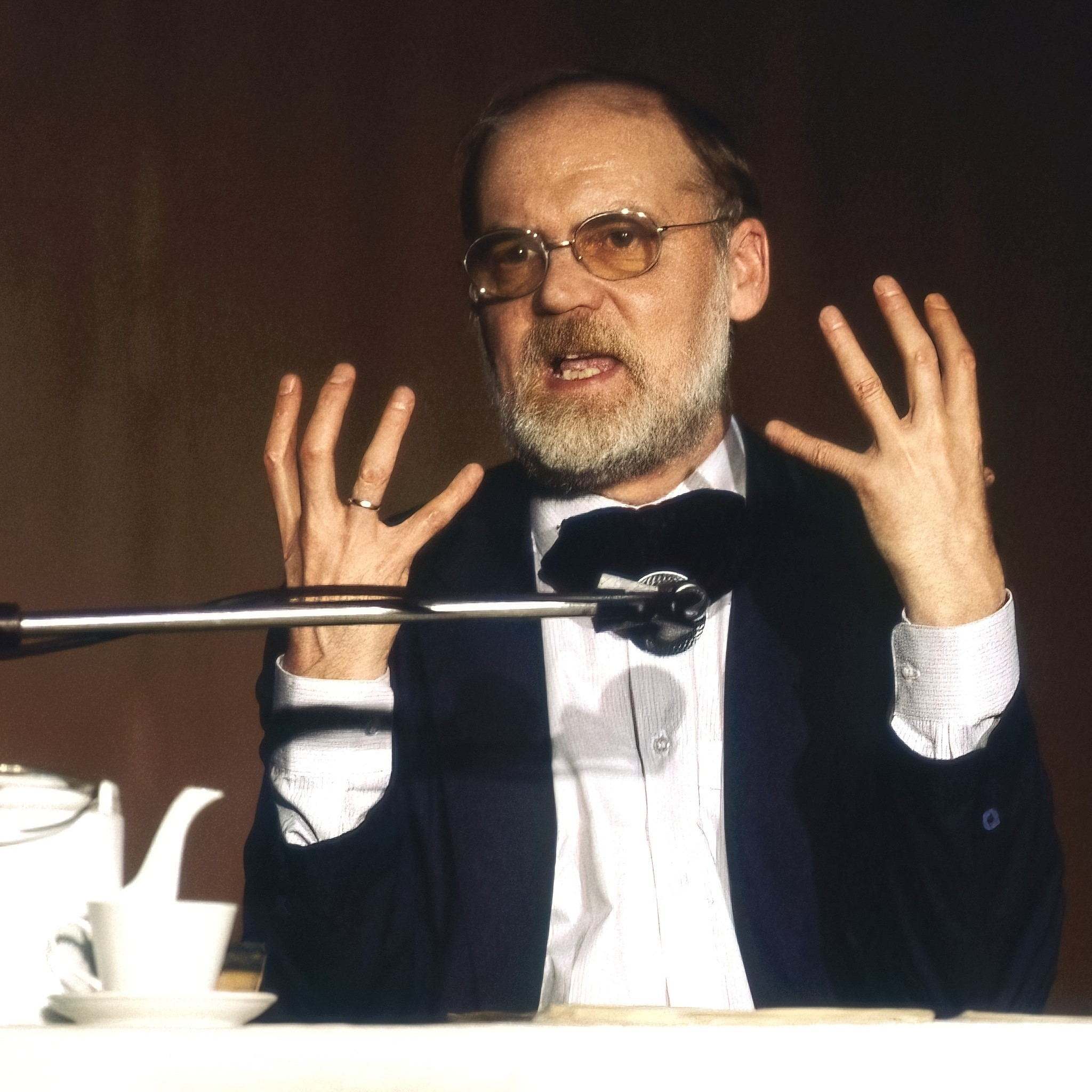
Hanns Dieter Hüsch (1925–2005)

- 01. Dezember: Mary Hayley Bell, britische Schauspielerin (* 1911)
- 01. Dezember: Gust Avrakotos, US-amerikanischer CIA-Agent (* 1938)
- 02. Dezember: Bertico Sosa, dominikanischer Komponist, Arrangeur und Pianist (* 1951)
- 05. Dezember: Stephen Mosko, US-amerikanischer Komponist, Dirigent und Musikpädagoge (* 1947)
- 06. Dezember: Hanns Dieter Hüsch, deutscher Kabarettist (* 1925)
- 06. Dezember: Devan Nair, Staatspräsident von Singapur (* 1923)
- 08. Dezember: Donald Martino, US-amerikanischer Komponist (* 1931)
- 08. Dezember: Joshua Woods, siehe Southwest-Airlines-Flug 1248 (* 1999)
- 09. Dezember: Kyu-Myung Chung, koreanischer Physiker (* 1929)
- 09. Dezember: Eunice Norton, US-amerikanische Pianistin (* 1908)
- 11. Dezember: Pedro Licinio Valerio, dominikanischer Gitarrist und Sänger (* 1920)
- 12. Dezember: Gyula Trebitsch, deutsch-ungarischer Produzent (* 1914)
- 13. Dezember: Stanley Williams, Gründer der berüchtigten Straßengang „Crips“ und späterer Kinderbuchautor, hingerichtet (* 1953)
- 14. Dezember: Erhard Ahmann, deutscher Fußballspieler und Trainer (* 1941)
- 14. Dezember: Ruth Amiran, israelische Archäologin (* 1914)
- 16. Dezember: Kenneth Bulmer, britischer SF-Autor (* 1921)
- 21. Dezember: William C. Rodgers, US-amerikanischer Buchhändler und Öko-Aktivist (* 1965)
- 24. Dezember: Constance Keene, US-amerikanische Pianistin und Musikpädagogin (* 1921)
- 25. Dezember: Felice Andreasi, italienischer Schauspieler (* 1928)
- 25. Dezember: Derek Bailey, britischer Gitarrist und Improvisationskünstler (* 1930)
- 25. Dezember: Birgit Nilsson, schwedische Sopranistin (* 1918)
- 26. Dezember: Kerry Packer, australischer Medienunternehmer (* 1937)
- 26. Dezember: Vincent Schiavelli, US-amerikanischer Schauspieler (* 1948)

### Datum unbekannt
- Friedel Schön, deutscher Motorradrennfahrer (* 1914)

## Wissenschaftspreise

### Nobelpreise
- Physik: Theodor Hänsch, John Hall, Roy Glauber
- Chemie: Yves Chauvin, Richard Schrock, Robert Grubbs
- Medizin oder Physiologie: Barry Marshall, Robin Warren
- Literatur: Harold Pinter
- Frieden: Mohammed el-Baradei, IAEO
- Wirtschaftswissenschaften: Robert Aumann, Thomas Schelling

### Turing Award
- Peter Naur, für Beiträge zum Design von Programmiersprachen und der Definition von Algol 60, Compilerdesign und der Kunst und Praxis des Programmierens.